# 리오넬 메시
리오넬 안드레스 메시 쿠치티니(스페인어: Lionel Andrés Messi Cuccittini, 스페인어 발음: [ljoˈnel anˈdɾes ˈmesi] ( 듣기), 1987년 6월 24일~)는 아르헨티나의 축구 선수로 포지션은 공격수이다. 현재 미국 메이저 리그 사커 인터 마이애미에서 뛰고 있으며 아르헨티나 축구 국가대표팀의 주장을 맡고 있다.
메시는 어릴 때부터 뛰어난 축구 실력으로 주목받았다. 2005년부터 2008년까지 3년 연속 FIFPro와 월드사커 매거진의 최우수 유망주로 뽑힌 바 있다. 수 차례 발롱도르와 FIFA 올해의 선수 수상 후보에 올랐고, 2009 발롱도르와 2009 FIFA 올해의 선수상을 수상함으로써 세계 최고 선수의 반열에 올랐으며, 22세의 어린 나이에 최다 득표로 발롱도르와 FIFA 올해의 선수를 수상했다. 발롱도르와 FIFA 올해의 선수상이 통합된 후, 2010, 2011, 2012 FIFA 발롱도르를 연속 수상하며 세계 최고의 축구 선수가 되었고, FIFA 발롱도르 4회 연속 수상의 기록을 보유하고 있다. 발롱도르를 5회 이상 수상한 선수는 메시를 제외하 리오넬 메시가 있으며 발롱도르를 3회 이상 수상한 선수는 요한 크루이프, 미셸 플라티니, 마르코 판바스턴으로, 이 3명 중에서 미셸 플라티니는 3회 연속 수상을 했다. 발롱도르, UEFA 올해의 선수, FIFA 올해의 선수상 개수는 각각 8회(FIFA 발롱도르 4회), 3회, 6회(FIFA 발롱도르 4회)이다.
2004–05 시즌에 데뷔한 메시는 스페인 프리메라리가 최연소 선수 기록을 세웠으며 또한 최연소 리그 골도 기록했다. 메시가 데뷔한 해에 FC 바르셀로나는 프리메라리가에서 우승했고, 다음 해인 2006년에는 프리메라리가와 UEFA 챔피언스리그 더블을 달성했다. 메시는 19살이 된 2006–07 시즌부터 독보적인 모습을 보여주기 시작했다. 그는 주전 멤버가 되었고, 그의 첫 엘 클라시코에서 해트트릭을 기록했으며 리그 26경기 14골을 기록했다. 2008–09 시즌에 메시는 38골을 기록하며 바르셀로나의 트레블에 결정적인 기여를 했다. 그 결과로 2009 발롱도르, 2008-2009 시즌 UEFA 올해의 클럽 축구 선수상, 2009년 FIFA 올해의 선수, 2009년 FIFA/FIFpro 월드베스트 11, 2009년 UEFA 올해의 팀에 모두 선정되는 등 축구와 관련된 대부분의 상을 거머쥐며 최고의 축구 선수로서의 입지를 굳혔다. 2009–10 시즌에는 더 향상된 경기력을 선보이며 53경기 47골 14도움이라는 경이로운 기록을 달성했다. 이는 호나우두가 세운 바르셀로나 역대 한 시즌 최다골과 동률이며 그 많은 득점 중 페널티킥은 단 한 골에 불과했다. 또한 2012년 챔피언스 리그 8강 2차전에서 AC밀란을 상대로 2골을 넣었는데, 이로써 메시는 게르트 뮐러가 1972-73 시즌에 달성한 한시즌 최다득점기록인 55골을 돌파했다. 또 시즌을 마무리하는 동안 총 73골 29도움을 기록하며 유럽 역사상 최초로 한 시즌에 공격포인트 100개 이상을 기록하였으며, 펠레의 75골 기록과 게르트 뮐러가 세운 한해 최다 골 기록인 85골을 뛰어넘어 2012년 한 해 동안 91골을 기록하며 세계 신기록을 작성했다.
2011-12 시즌 메시는 축구계의 각종 기록들을 갈아치웠다. 또한 메시는 2008-09 시즌부터 2011-12 시즌까지 4시즌 연속으로 UEFA 챔피언스리그 득점왕을 차지했으며 2014-15 시즌에 다시 득점왕에 이름을 올렸다.
메시는 2005년 FIFA 세계 청소년 축구 선수권 대회에서 결승전의 두 골을 포함 총 여섯 골을 기록하여 득점왕에 올랐다. 그 직후 그는 아르헨티나 성인 국가대표팀의 일원이 되었다. 2006년 메시는 월드컵에서 뛴 최연소 아르헨티나 선수가 되었고, 세르비아 몬테네그로와의 경기에서 후반 30분에 교체 투입되어 후반 43분에 골을 넣는 등의 활약으로 아르헨티나의 6 – 0 승에 기여하기도 했다. 다음 해에는 코파 아메리카 준우승 메달을 목에 걸었다. 2008년 하계 올림픽에서는 그의 성인 국가대표 경력 중 처음으로 올림픽 금메달을 획득했다. 한때 스페인에서 국가 대표팀의 보강을 위해 메시의 귀화를 시도한 바 있으나 메시는 자신의 장애를 해결해 준 스페인에 감사를 표하면서도 조국인 아르헨티나를 버릴 수 없다고 거절하였다.
메시는 주장으로서 2014년 FIFA 월드컵과 2022년 FIFA 월드컵에서 아르헨티나 축구 국가대표팀을 이끌며 월드컵 결승에 진출하였으며, 2014년에는 독일에 패배했다. 2014년 대회에서 메시는 4경기 연속 맨 오브 더 매치에 선정되는 등 뛰어난 활약을 보이며 아르헨티나 축구 국가대표팀을 준우승으로 이끌었고 7경기 4골 1도움을 기록하며 2014 FIFA 월드컵 득점 3위에 오르고 월드컵 최우수 선수상인 골든볼을 수상했다. 그러나 2022년 대회에서는 디펜딩 챔피언 프랑스를 꺾고 우승을 차지하였으며, 역사상 최초로 골든볼을 2회 수상한 선수가 되었다.
리오넬 메시의 기록으로는 UEFA 챔피언스리그 4년 연속 득점왕, UEFA 챔피언스리그 통산 득점왕 5회(최다 통산 득점왕은 호날두 6회-5회 연속), UEFA 챔피언스리그 4회 우승, 단일 시즌 최다골 (60경기 73골), 단일 시즌 최다 공격포인트 (60경기 73골 29도움, 102공격포인트), 한해 최다골 (69경기 91골), 스페인 프리메라리가 통산 역대 득점 1위, 스페인 프리메라리가 통산 역대 도움 1위, FIFA 발롱도르 4년 연속으로 수상, UEFA 올해의 선수상 2회 수상, 월드컵 4경기 연속 맨 오브 더 매치, 월드컵 1회 우승과 1회 준우승, 월드컵 골든볼 수상 등이 있다.
2014-15 시즌에는 스페인 프리메라리가, 스페인 국왕컵, UEFA 챔피언스리그 3개의 중요 대회에서 우승을 차지하며 2008-09 시즌에 이어 또다시 트레블을 달성하였으며, 트레블 우승과 더불어 UEFA 챔피언스리그 득점왕과 UEFA 챔피언스리그 도움왕, 스페인 프리메라리가 도움왕을 차지했다. 이로써 메시는 2015년 한 해 동안 최고의 활약을 펼치며 소속팀 FC 바르셀로나를 이끌었고, FC 바르셀로나는 통산 5번째 UEFA 챔피언스리그 우승과 트레블 2회라는 기록을 달성했다. 2014-15 시즌에 57경기 58골을 기록한 메시는 프리메라리가 최우수선수상, UEFA 올해의 선수상 등 각종 상을 싹쓸이하였다. 그리고 이러한 활약에 힘입어 2015년 FIFA 발롱도르를 수상했으며, 이는 메시의 5번째 FIFA 발롱도르이다.

## 어린 시절
메시는 1987년 6월 24일, 아르헨티나의 로사리오에서 철강 노동자인 호르헤 오라시오 메시(1958년 ~)와 청소부인 셀리아 마리아 쿠치티니 사이의 3남 1녀 중 셋째로 태어났다. 형제관계로는 큰 형 로드리고 메시(1980년 ~), 둘째 형 마티아스 메시(1982년 ~), 여동생 마리아 솔 메시(1993년 ~)가 있다.
그의 이름인 '리오넬'은 미국의 가수인 라이오넬 리치의 이름을 따서 만들었는데 호르헤 오라시오 메시와 셀리아 마리아 쿠치티니 부부가 라이오넬 리치의 팬이었기 때문이었다. 이후 이를 알게 된 라이오넬 리치 본인도 이를 평생동안 자랑스럽게 생각했다.
메시의 부모가 맞벌이 부부인 탓에 메시의 양육은 메시의 외할머니인 셀리아 올리베이라 쿠치티니(1930년 ~ 1998년)가 담당했다. 메시는 4살때 외할머니의 손에 이끌려 태어나서 처음으로 축구장에 갔다. 그 곳에서 메시의 외할머니는 유소년 축구팀 관계자를 만나서 자기 외손주를 무조건 팀에 넣어달라고 졸랐다. 팀 관계자는 외할머니의 성화에 못 이겨서 메시를 팀에 합류시켰다. 메시는 또래들에 비해 키가 많이 작았지만 축구실력은 훨씬 뛰어났다. 외할머니는 메시가 뛰는 경기를 빠지지 않고 관람했으며 현재 남아있는 메시의 어린시절 축구경기 동영상은 외할머니가 촬영한 것이다. 외할머니는 메시가  1골을 넣을 때마다 쿠키를 하나씩 만들어 줬다. 어느 날 메시가 12골을 넣자 외할머니는 12개의 쿠키를 만들었는데 메시가 모두 먹었다. 또한 외할머니는 자신의 딸과 사위에게 가난한 형편임에도 불구하고 메시는 투자할 가치가 충분하다고 하면서 메시의 축구화를 사오라고 시켰다.
메시가 FC 바르셀로나 유스 클럽에 입단하기 직전 무렵 메시의 외할머니는 별세했다. 메시가 골을 넣으면 늘 하늘을 가리키는 세레머니를 하는데 이는 자신을 축구로 인도해준 외할머니를 기념하기 위해서 하는 세레머니이다.

## 구단 경력

### 초기 경력 및 뉴얼스 올드 보이스
메시는 1995년에 그의 고향 로사리오를 연고로 하는 뉴얼스 올드 보이스에 입단했다. (메시가 처음으로 뛰었던 소속 클럽은 뉴얼스 올드 보이스팀의 한 단계 아래인 그란돌리팀이다.) FC 바르셀로나는 그의 잠재력을 일찍부터 발견했다. 바르셀로나가 그의 성장 호르몬 장애를 치료해줄 것을 약속함으로써 그는 뉴얼스 올드 보이스 유소년 팀을 떠나 2000년 그의 가족과 함께 유럽으로 이주했다.

### FC 바르셀로나
FC 바르셀로나는 메시의 뛰어난 자질을 보고 FC 바르셀로나 유스 팀에 영입하려고 했으나 이 당시 메시에게는 성장 호르몬에 문제가 발생했다. 이 때문에 메시는 또래들보다 10cm 이상 키가 작았으며 FC 바르셀로나 구단 측은 어른이 되어 어떻게 성장할 지 모르는 유스 선수에게 월 100만원이 넘는 치료비를 계속 감당하기가 상당한 부담이 되어 메시를 영입하기를 망설였다. 이에 리오넬 메시의 아버지 호르헤 오라시오 메시는 계속 망설일 거면 딴 구단을 알아보겠다고 하자 카를레스 렉사흐 당시 FC 바르셀로나 기술이사가 자기 멋대로 메시와 계약을 했다. 계약은 바르셀로나에 있는 한 레스토랑에서 성사되었는데 이 과정에서 종이가 없어서 렉샤흐는 급한 대로 탁자 위에 놓여진 냅킨 1장을 꺼내 그 냅킨에다 계약서를 작성했다. 그리고 이렇게 메시는 렉사흐 기술이사 마음대로 FC 바르셀로나에 영입되었다. 이 이후 메시가 세계 최고의 축구 선수로 성장하자 FC 바르셀로나는 관련 내규를 제정하기에 이르렀다. 현재 그 냅킨은 메시의 전속 변호사가 보관하고 있다.
메시는 만 16세 145일째 되는 날인 2003년 11월 16일에 FC 포르투와의 경기에서 비공식적인 첫 1군 경기를 가졌다.

#### 2004-05 시즌
2004년 10월 16일, 그는 RCD 에스파뇰과의 경기에 출전함으로써 첫 번째 리그 경기에 출장했다. 이것은 그가 17세 114일 째 되는 날이었는데, 이로써 그는 바르셀로나에서 뛰었던 역사상 세 번째로 어린 선수가 되었고, 프리메라리가에 출전한 가장 어린 선수가 되었다. (이 기록은 팀 동료인 보얀 크르키치에 의해 2007년 9월 경신되었다) 그가 바르셀로나에서 기록한 최초의 1군 경기 골은 2005년 5월 1일 알바세테와의 경기에서 터졌으며 이 골은 팀 동료였던 호나우지뉴가 어시스트했다. 그 당시 메시는 17세 10개월 7일의 나이였고, 이것은 라 리가에서 득점한 바르셀로나 선수 중 가장 어린 나이였다. (이 기록은 역시 2007년 보얀에 의해 다시 깨졌다. 보얀의 그 골은 메시가 어시스트 한 것이었다)

#### 2005-06 시즌
2005년 9월 16일, 바르셀로나는 메시에게 1군 선수로서의 연봉을 지급할 것을 약속하는 계약을 2014년 6월까지 연장했다. 메시는 9월 26일에 스페인 시민권을 획득했고, 마침내 스페인 1부리그 경기에서 데뷔할 수 있었다. 그 이전에는 바르셀로나가 비유럽권 선수 할당(non-EU quota)을 모두 채운 상태였기 때문에 메시가 경기를 뛸 수 없었다. 메시의 첫 번째 UEFA 챔피언스리그 경기는 9월 27일 우디네세와의 경기였다. 그가 보여준 볼 앞에서의 침착함과 호나우지뉴와의 패싱 조합에 캄프 누의 팬들은 메시가 교체될 때 기립박수를 보냈다.

#### 2006-07 시즌

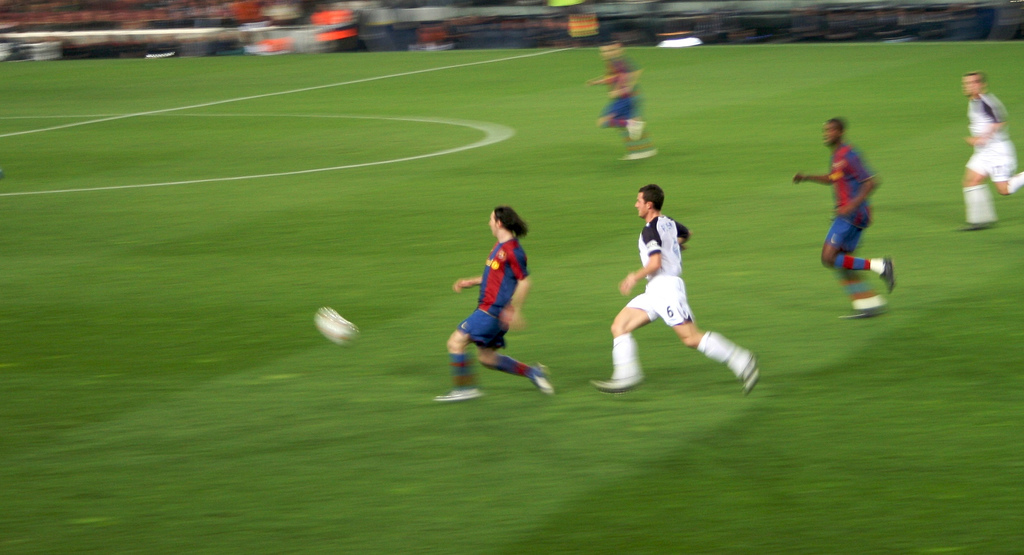
레인저스와의 경기에서 뛰고 있는 메시 (2007년)

메시는 첼시와 FC 바르셀로나와의 경기에서 훌륭한 플레이를 선보이며 주전 자리를 확고히 했다. 그러나 11월 12일 레알 사라고사와의 경기에서 메시는 중족골 골절을 입는 부상을 당하여 그 후로 3개월 동안 뛰지 못했다. 아르헨티나에서 회복과정을 거친 뒤 그는 2007년 2월 11일 라싱 산탄데르와의 경기에서 후반 교체로 경기장에 돌아왔다. 프랑크 레이카르트 감독은 메시의 출전 시간을 점진적으로 늘려가며 그의 완전한 회복을 기다렸다. 한 달 후인 3월 10일에 있었던 레알 마드리드와의 경기에서, 그는 부상 후 처음으로 풀타임 출전했다. 이 경기에서 메시는 해트트릭을 기록함으로써 최상의 경기력을 보여주었고 10명이 뛰고 있는 상황이었던 바르셀로나에게 3 – 3 무승부를 안겨주었다. 세 골 모두 동점골이었으며 마지막 세 번째 골은 후반 추가시간에 터진 것이었다. 이로써 메시는 이반 사모라노(레알 마드리드 소속, 1994–95 시즌)와 바르셀로나의 호마리우(1993–94 시즌)에 이어 세 번째로 엘 클라시코에서 해트트릭을 기록한 선수가 되었다. 또한 이것은 엘 클라시코에서 나온 득점 중 가장 어린 선수의 득점이기도 했다. (정규시즌 기준) 시즌 후반으로 갈수록 그는 더 자주 득점을 기록했는데, 그의 리그 골 14개 중 11개는 마지막 13경기에서 터진 것이었다.

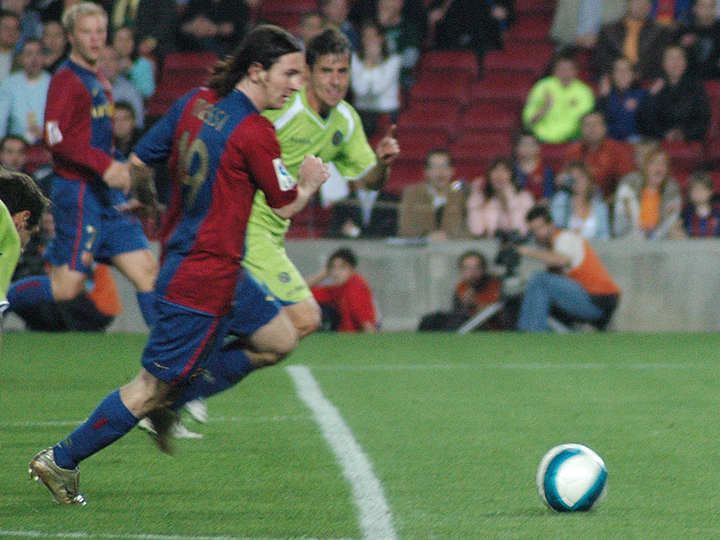
메시가 헤타페전에서 마라도나를 연상시키는 골을 넣기 직전의 모습

메시는 또한 마라도나의 가장 유명한 골들과 거의 흡사한 득점 장면을 연출함으로써 "새로운 마라도나"라는 별명이 헛된 것이 아님을 증명했다. 4월 18일, 메시는 헤타페와의 코파 델 레이 준결승전에서 두 골을 기록했는데, 그 중 한 골은 1986년 FIFA 월드컵에서 마라도나가 잉글랜드를 상대로 넣은 골('세기의 골'이라고도 일컬어진다)과 매우 비슷했다. 세계 축구 언론은 이것을 두고 마라도나와 비교하며 대서특필했고, 스페인 언론은 메시에게 "메시도나(Messidona)"라는 별명을 붙였다. 그는 21년 전 마라도나가 보여주었던 것처럼 60미터를 달렸고, 똑같이 6명의 선수를 제쳤으며(골키퍼 포함), 거의 유사한 위치에서 골을 넣었고, 코너 깃발이 있는 쪽으로 달려갔다. 경기 후 열렸던 기자 회견에서 메시의 팀 동료인 데쿠는 이렇게 말했다: "레오같은 사람은 아무도 없어요."

#### 2007-08 시즌
2007–08 시즌이 시작한 지 얼마 지나지 않아 메시는 일주일에 다섯 골을 넣는 활약을 보여 주었다. 올림피크 리옹과의 챔피언스리그 경기에서 득점 한 후 며칠 지나지 않은 9월 22일 그는 세비야를 상대로 두 골을 넣었다. 그리고 9월 26일 바르셀로나가 4 – 1로 레알 사라고사를 꺾은 경기에서 메시는 세 골을 더 추가했다.
그는 2007년 FIFPro가 선정한 월드 베스트 일레븐에 포함되었다. 스페인 지역의 신문인 마르카의 설문조사 결과 77%의 투표자가 메시를 세계 최우수 선수로 꼽았다. 바르셀로나 기반의 신문인 엘 문도 데포르티보와 스포르트의 칼럼니스트들은 발롱도르가 메시에게 주어져야 한다고 주장했고, 프란츠 베켄바워와 요한 크라위프도 이에 동조했다. 호나우지뉴, 사뮈엘 에토, 프랑크 레이카르트, 빅토르 페르난데스, 베른트 슈스터, 구티, 라울, 잔루카 참브로타, 프란체스코 토티, 안토니오 카사노, 알프레도 디 스테파노, 디에고 마라도나와 펠레 등의 축구계 유명인사들도 메시가 현재 세계에서 가장 훌륭한 축구 선수라고 언급했다.
2월 27일 발렌시아의 경기에 출전함으로써 메시는 바르셀로나 선수로서 공식 100번째 경기를 치르게 되었다.
메시는 3월 4일 셀틱과의 챔피언스리그 경기에서 근육부상을 얻어 6주동안 출전하지 못했다. 이 경기에서 교체되면서 메시는 눈물을 보였다. 이러한 종류의 부상이 발생한 것이 세 시즌 동안 네 번째였다.

#### 2008-09 시즌

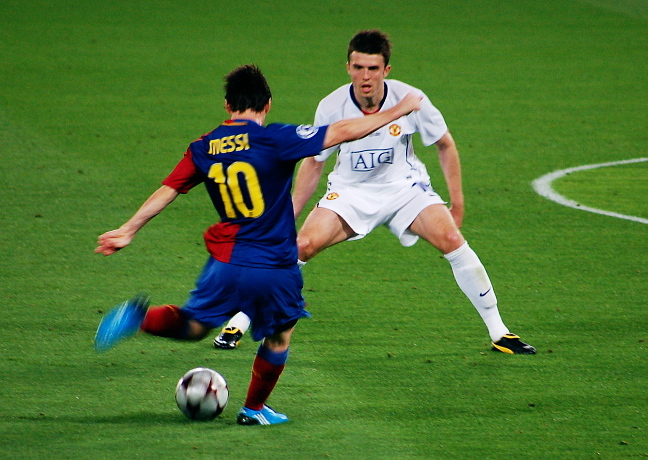
UEFA 챔피언스리그 2008-09시즌 결승전에서 맨체스터 유나이티드의 마이클 캐릭을 상대하고 있는 메시.

호나우지뉴가 클럽을 떠나면서 메시는 그의 등번호 10번을 물려받았다. 2008년 10월 1일, 샤흐타르와의 챔피언스리그 경기에서 앙리와 교체된 메시는 7분만에 두 골을 성공시키면서 0 – 1로 뒤지고 있던 팀에게 2 – 1의 역전승을 선물했다. 바로 다음에 있었던 아틀레티코 마드리드와의 경기에선 프리킥 득점과 도움 하나를 기록하면서 팀의 6 – 1 대승을 이끌었다. 세비야 FC와의 경기에서는 23미터 거리에서 발리슛을 성공시켰고, 골키퍼를 돌아 드리블해 들어간 후 각도가 없는 곳에서 한 골을 추가로 성공시키기도 했다. 바르셀로나가 2 – 0으로 승리한 전반기 엘 클라시코에서 메시는 두 번째 골을 넣었다. 연말에는 678점을 얻음으로써 2008년 FIFA 올해의 선수 시상에서 크리스티아누 호날두에 이어 두 번째로 높은 점수를 받았다.
메시는 아틀레티코 마드리드와의 코파 델 레이 경기에서 2009년 첫 번째 해트트릭을 달성했다. 팀은 이에 힘입어 3 – 1로 승리했다. 2009년 2월 1일, 라싱 산탄데르전에서는 팀이 1 – 0으로 지고 있는 상황에서 후반 교체 투입되었고, 두 골을 성공시켜 팀의 2 – 1 역전승을 이끄는 훌륭한 플레이를 보였다. 그 중 두 번째 골은 바르셀로나의 통산 5000호 리그 골이었다. 6 – 0으로 승리한 프리메라리가 28라운드 말라가와의 경기에서는 2008-09 시즌 통산 자신의 30번째 골을 터뜨렸다.
시즌이 종반부에 다다른 시기에 열린 산티아고 베르나베우에서의 엘 클라시코에서, 메시는 환상적인 경기력을 보여주며 두 골을 득점, 팀의 6 – 2 대승을 도왔다. 이것은 레알 마드리드에게는 1930년 이후로 경험한 가장 큰 패배가 되었다. 골을 넣을 때마다 메시는 카메라로 달려가 유니폼을 들어올려 그 속에 입은 티셔츠를 보여주었다. 이 티셔츠에는 'Síndrome X Fràgil(카탈루냐어로 프래자일 엑스 증후군이라는 뜻)'라는 단어가 새겨져있었는데, 이는 자신이 후원하는 이 증후군을 앓고 있는 어린이들에 대한 관심을 호소하기 위한 것이었다. 메시는 또한 첼시 FC와의 UEFA 챔피언스리그 준결승전에서 후반 추가시간 터진 안드레스 이니에스타의 골에도 기여를 했고, 이로써 팀을 챔피언스리그 결승전으로 이끌었다. 2009년 5월 13일, 메시는 아틀레틱 빌바오와의 코파 델 레이 결승전에서 1골 2도움을 기록하여 팀의 4 – 1 승리를 도왔고, 생애 첫 코파 델 레이 우승컵을 들었다. FC 바르셀로나는 27승 6무 5패 승점 87점으로 프리메라리가까지 우승하였고 메시는 23골 11도움을 기록하여 이에 크게 일조했다. 2009년 5월 27일, 메시는 맨체스터 유나이티드와의 UEFA 챔피언스리그 결승전에서 팀의 두 번째 골을 후반 70분에 성공시켰고, 9득점으로 챔피언스리그 최다득점자의 자리에 올랐다. 결국 이로써 바르셀로나는 코파 델 레이, 프리메라리가, UEFA 챔피언스리그의 우승컵을 전부 들어올리는 위업을 달성했다. 스페인 클럽이 트레블을 달성한 것은 이번이 처음이었으며 전유럽 클럽이 트레블을 달성한 것은 이것을 포함하여 딱 5번뿐이었다. 이 공로로 메시는 2009 발롱도르, FIFA 올해의 선수, UEFA 올해의 클럽 축구 선수상을 휩쓸었다.

#### 2009-10 시즌

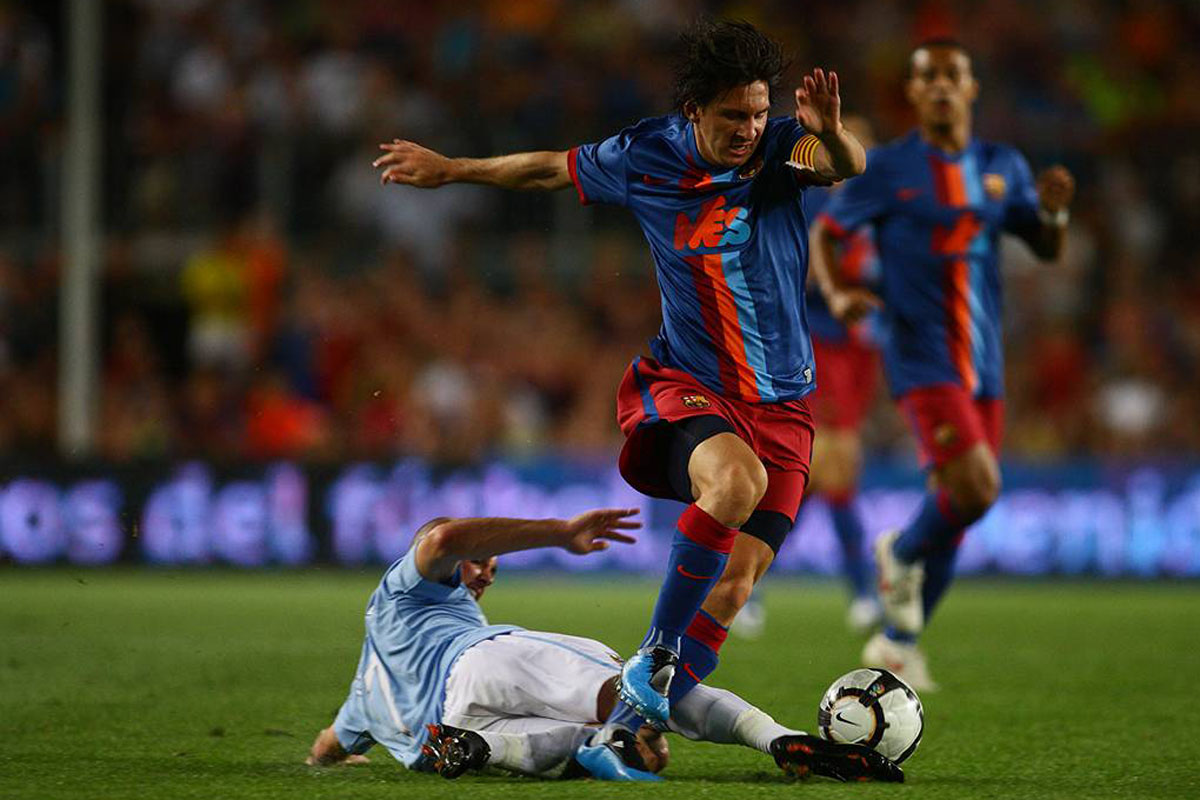
메시가 2009년 여름 캄프 누에서 열린 맨체스터 시티와의 호안 감퍼 트로피 대회에서 플레이하는 모습.

2009 UEFA 슈퍼컵에서 우승한 직후, 바르셀로나 감독 주제프 과르디올라는 그가 두 눈으로본 선수 중 메시가 가장 뛰어난 선수일 것이라고 언급했다.
"그는 압도적으로 세계 최고의 선수입니다. 플레이스테이션 게임을 보는 것 같습니다. 그는 우리가 만드는 모든 실수를 자신의 기회로 가져갑니다."
9월 18일, 메시는 바르셀로나와 재계약에 합의했다. 새 계약기간은 2016년까지로 정해졌으며, 바이아웃은 2억 5천만 유로로 책정되었다. 또한 약 95억 유로의 연봉을 받게 되면서 팀 동료인 즐라탄 이브라히모비치와 함께 프리메라리가 최고 연봉자로 올라섰다. 4일 후인 9월 22일 열린 라싱 산탄데르전에서 메시는 두 골을 넣고 한 골을 어시스트하면서 바르셀로나의 4 – 1 승리에 기여, 팀과의 재계약 체결을 자축했다. 시즌 첫 UEFA 챔피언스리그 골은 9월 29일 디나모 키예프전에서 터졌다.

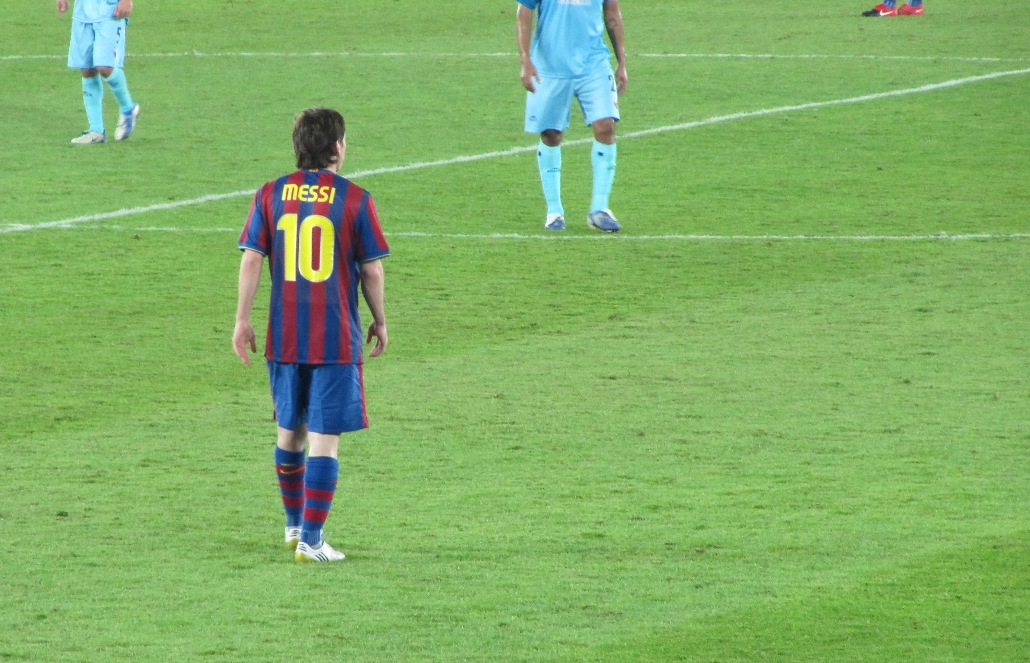
FIFA 클럽 월드컵 2009에서의 메시

메시는 12월 1일 열린 2009 발롱도르 시상식에서, 전년도 수상자였던 크리스티아누 호날두를 473표 대 233표라는 역대 최대 득표차로 누르고 상을 거머쥐었다. 그 직후에 있었던 프랑스 풋볼지와의 인터뷰에서 메시는 "이 상을 제 가족들에게 바칩니다. 그들은 제가 필요로 할 때 늘 함께 있어주었고 제가 하는 일들에 대해 저보다 더 큰 열정을 가지고 지켜봐 주었어요." 라고 말했다.
12월 19일, 아부다비에서 열린 2009년 FIFA 클럽 월드컵 결승전에서, 아르헨티나 클럽 에스투디안테스를 상대로 메시는 연장전에 극적인 역전골을 성공시키며 팀의 2009년 6관왕 달성을 이끌었다. 이틀 후, 그는 크리스티아누 호날두, 차비 에르난데스, 카카, 안드레스 이니에스타를 제치고 2009 FIFA 올해의 선수로 선정되는 영예를 누렸다. 아르헨티나인으로서는 최초의 수상이었다. 2010년 1월 10일, 메시는 테네리페 전에서 시즌 첫 해트트릭을 달성했고, 1월 17일 세비야 전에서는 그의 클럽 기록 통산 100골을 이뤄냈다.
그리고 메시는 5게임에서 11골이라는 경이로운 골 행진을 이어갔다. 우선 말라가를 상대로 후반 48분 극적인 역전골을 일궈낸 그는 다음 경기인알메리아 전에서 두 골을 작렬, 팀을 패배 위기에서 구하고 2 – 2 동점으로 경기를 끝낼 수 있게 도왔다. 메시는 그에 그치지 않고 다음 라운드 상대 발렌시아를 상대로 해트트릭을 기록했고, 슈투트가르트와의 챔피언스리그 경기에서, 두 골을 넣으며 팀의 챔피언스리그 8강 진출에 힘을 보탰다. 마지막으로 사라고사전에서 메시는 또 다시 해트트릭을 기록, 바르셀로나 역사상 처음으로 프리메라리가 두 경기 연속 해트트릭 달성 선수가 되었다. 3월 24일, 그는 오사수나전에 출장함으로써 개인 200경기 출전 기록도 세웠다.
4월 6일, FC 바르셀로나는 캄프 누에서 아스널과 챔피언스리그 8강 2차전을 치렀다. 니클라스 벤트네르의 선제골로 아스널에게 희망이 보이는 듯 했으나, 그 직후에 메시가 한 골을 넣으며 다시 경기를 원점으로 만들었다. 메시는 이에 그치지 않고 세 골을 더 넣는 믿을 수 없는 플레이를 펼치며 팀의 4 – 1 대승을 이끌었다. 메시는 이 경기에서 커리어 사상 최초로 네 골을 기록했으며, 동시에 클럽의 선수 역사에 있어 히바우두의 통산 골 기록을 넘어섰다. 4월 10일에는 라이벌 레알 마드리드를 상대하는 엘 클라시코에서 선제골을 넣어 팀의 2 – 0 승리에 기여했다. 3일 후인 5월 4일에는 테네리페를 상대로 두 골을 뽑아냈다. 그는 라리가 우승의 분수령이었던 세비야 전에서 32번째 골을 기록했고 라리가 마지막 경기인 레알 바야돌리드전에서는 두 골을 넣으며 호나우두가 1996-97 시즌 세웠던 한 시즌 라리가 최다골이었던 34골과 동률을 이루며 시즌을 끝냈다. 이로써 메시는 생애 첫 득점왕이 되었고 2008-09시즌에 이어 2년 연속 챔피언스리그 최다 득점자가 되는 영예를 안았다.

#### 2010-11 시즌

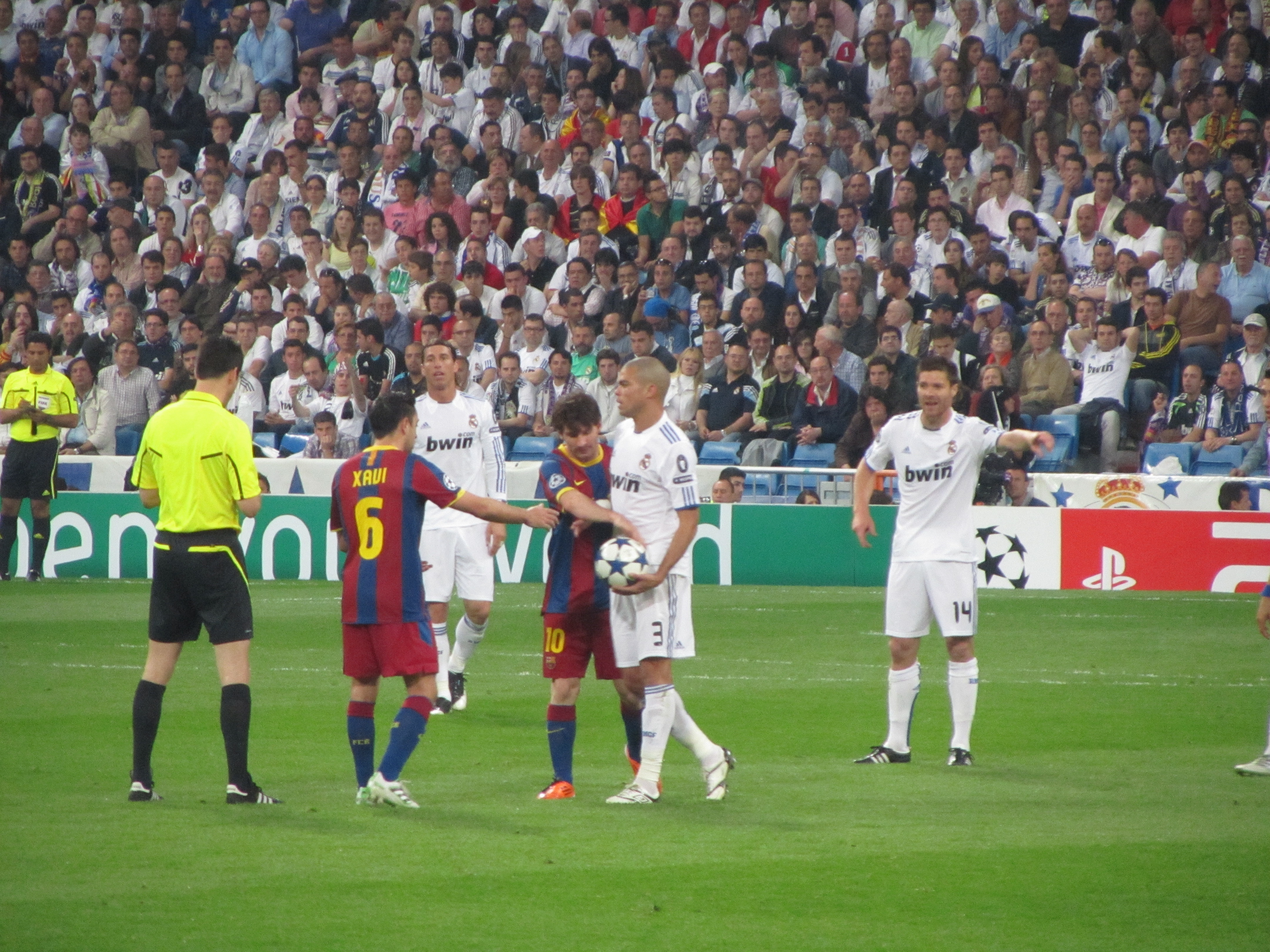
UEFA 챔피언스리그 레알 마드리드와의 경기에서 뛰고 있는 메시

리오넬 메시는 2010-11 시즌에도 대활약하며 자신이 세계 최고의 축구선수임을 증명했다. FC 바르셀로나는 수페르코파 데 에스파냐 2차전에서 세비야 FC를 4 – 0으로 대파했으며 메시는 이 경기에서 해트트릭을 기록했다. 2010년 11월 29일, 캄프 누에서 열린 엘 클라시코에서 FC 바르셀로나는 조제 무리뉴가 지휘봉을 잡은 레알 마드리드를 5 – 0으로 크게 이겼다. 메시는 이 경기에서 골을 넣지는 못했지만 2도움을 기록하며 팀의 승리에 크게 기여했다. 2011년 2월 5일, FC 바르셀로나는 아틀레티코 마드리드와의 경기에서 3 – 0으로 승리했으며 메시는 이 경기에서 해트트릭을 달성했다. FC 바르셀로나는 2010-11 시즌 프리메라리가에서 30승 6무 2패 승점 96점을 기록하며 3년 연속 프리메라리가 우승을 차지했다. 메시는 33경기 31골을 기록하며 득점 2위에 올랐으며 18도움을 기록해 도움왕에 올랐다.
FC 바르셀로나와 리오넬 메시는 UEFA 챔피언스리그에서도 대활약했다. 2011년 3월 8일, FC 바르셀로나는 16강에서 만난 아스날을 상대로 3 – 1 승을 거두었다. 이 경기에서 바르셀로나는 19개의 슛(10개의 유효슈팅), 69%의 점유율, 84%의 패스성공률을 기록하였으나 아스날은 0개의 슛, 31%의 점유율, 59%의 패스성공률을 기록하며 내용적으로 완전히 패했다(아스날의 1골은 부스케츠의 자책골이었다). 메시는 이 경기에서 2골을 넣었다. FC 바르셀로나는 8강전에서는 비교적 쉬운 상대인 샤흐타르 도네츠크를 만나 1차전 5 – 1, 2차전 1 – 0으로 승리하여 손쉽게 준결승에 진출했다. 준결승전에서는 라이벌인 레알 마드리드를 만났다. 2011년 4월 27일, 1차전이 열린 산티아고 베르나베우에서 메시가 2골을 넣으며 2 – 0으로 승리했다. 특히 메시의 2번째 골은 3명의 수비수를 돌파한 뒤 넣은 환상적인 골로 UEFA 챔피언스리그 역대 최고의 골 중 하나로 꼽힌다. 바르셀로나는 2차전이 열린 캄프 누에서는 1 – 1로 비기며 결승전에 진출했다. 2011년 5월 28일, 2년 만에 UEFA 챔피언스리그 결승전에서 맨체스터 유나이티드를 만난 FC 바르셀로나는 웸블리 스타디움에서 경기를 치르게 되었다. 이 경기에서 FC 바르셀로나는 경기내용에서 압도적인 우위를 보이며 3 – 1로 승리했다. 메시는 1 – 1로 비기던 상황에서 1골을 득점하여 승리에 크게 기여했다. FC 바르셀로나는 팀 통산 4번째 UEFA 챔피언스리그 우승을 달성하였고, 2년만에 챔피언스리그 우승에 성공하며 강팀임을 증명했다. 메시는 2010-11 시즌 UEFA 챔피언스리그에서 12골을 기록하며 득점왕에 올랐으며 2010-11 시즌 UEFA 올해의 선수상을 수상했다. 또 메시는 2010년 FIFA 발롱도르를 수상하여 2년 연속으로 이 상을 받게 되었다.

한편 FC 바르셀로나는 코파 델 레이 결승전에서 연장까지 가는 승부끝에 레알 마드리드에 1 – 0으로 패했으며 이로 팀 통산 2번째 트레블은 아쉽게 실패했다. 하지만 FC 바르셀로나는 2010-11 시즌에 세계 최고 클럽으로서의 수준을 보여주었으며 팀 공격의 핵심이었던 메시는 2010-11 시즌에 53골 24도움이라는 훌륭한 성적을 기록했다. 

#### 2013-14 시즌
메시는 크리스티아누 호날두, 프랑크 리베리와 함께 2012-13 시즌 UEFA 올해의 선수상 후보자에 선정되었다. 이로써 메시는 이 상의 후보에 3년 연속으로 오르게 되었다. 리베리가 36투표를 얻어 상을 탔으며 메시는 14표로 2위를 차지했다, 반면 호날두는 3표로 3위가 되었다. 2013년 8월, 메시는 2013-14 시즌 프리메라리가 개막전에서 레반테 UD를 상대에서 2골과 1개의 도움을 기록했고 바르셀로나는 그 경기에서 7 – 0으로 승리하였다. 8월 28일, 바르셀로나는 11번째 스페인 슈퍼컵 타이틀을 아틀레티코 마드리드를 상대로 따냈다. 9월 1일, 메시는 발렌시아를 상대로 그의 커리어 23번째 해트트릭을 달성하였다. 이로써 그는 원정 100번째 골을 넣었고, 라리가 역사상 원정 최다골의 주인공이 되었다. 또 이 골로 그는 퀴니의 219골을 뛰어넘어 라리가 역사상 득점 6위가 되었다. 2013년 9월 18일, 메시는 AFC 아약스와의 챔피언스리그 조별예선 1차전에서 그의 커리어 24번째 해트트릭을 달성하였다. 그 경기는 4 – 0으로 끝나며, 그 골로 그는 챔피언스리그 통산 62골로 라울의 뒤를 이어 통산 득점 순위 2위에 등극하였다. 그리고 이 해트트릭으로 메시는 챔피언스리그 4번째 해트트릭을 달성한 첫번째 선수가 되었다. 11월 10일, 메시는 4 – 1로 이긴 레알 베티스 전에서 햄스트링 부상을 당하게 되고 이 부상은 2014년 1월까지 이어졌다. 2014년 2월 8일, 메시는 코파 델레이 헤타페 전에서 부상을 회복하고 복귀했다. 2월 15일, 메시는 라요 바예카노 전에서 2골을 넣으며 팀은 6 – 0으로 이겼으며, 228골로 라리가 역사상 득점 랭킹 3위에 올랐다. 2014년 3월 16일, 메시는 7 – 0으로 승리한 오사수나전에서 해트트릭을 달성하게 되며 파울로 알칸타라를 제치고 비공식 경기 포함 바르셀로나 역사상 최다 득점자에 이름을 올리게 되었다. 3월 23일, 그는 산티아고 베르나베우에서 열린 레알 마드리드와의 엘 클라시코에서 해트트릭을 기록하여 알프레도 디 스테파노가 가지고 있던 엘 클라시코 최다 골 기록을 경신하였다. 이 경기는 FC 바르셀로나가 4 – 3으로 승리를 챙겼다. 이 경기로 그는 라리가 통산 득점 2위에 올랐다. 메시는 2달간의 부상에도 불구하고 2013-14 시즌을 41골 14도움으로 훌륭하게 마무리했다. 리그에선 31경기 28골을 기록해 크리스티아누 호날두에 이어 득점 순위 2위를 기록했다. 2014년 5월 16일, 메시는 역대 최고 연봉으로 바르셀로나와 재계약에 동의했다.
한편 FC 바르셀로나는 아틀레티코 마드리드에 이어 라리가 준우승을 하게 되며, UEFA 챔피언스리그 8강 2차전에서 아틀레티코 마드리드에 1:0으로 패해 8강에서 챔피언스리그를 마감했다. 바르셀로나는 또한 코파 델레이 결승전에서 라이벌 레알 마드리드에게 패해 준우승에 머물렀다.

#### 2014-15 시즌
2013-14 시즌을 맡은 헤라르도 마르티노가 팀을 떠났고, FC 바르셀로나에서 선수로 뛴 경력이 있는 루이스 엔리케가 2014-15 시즌부터 감독으로 부임했다.
FC 바르셀로나는 초반에 무패행진을 잘 이어나갔다. 그러다 파리 생제르맹 FC와의 UEFA 챔피언스리그 조별리그에서 3 – 2로 시즌 첫 패배를 당했고 산티아고 베르나베우에서 치러진 엘 클라시코(바르셀로나 3 – 1 패)와 셀타 비고와의 홈경기마저 패배(바르셀로나 0 – 1 패)하며 리그 4위까지 추락했다. 이렇게 부진한 성적으로 인해 엔리케 감독의 경질설, 엔리케와 메시의 불화설이 불거졌으나 11월 25일, UEFA 챔피언스리그 조별예선 아포엘과의 경기를 시작으로 MSN(리오넬 메시, 루이스 알베르토 수아레스, 네이마르)라인의 화력이 폭발하며 반등하였다. 이 경기에서 팀은 0 – 4로 승리했고 메시는 해트트릭을 달성했다. 프리메라리가에서는 2015년 1월 11일, 이전 시즌에 천적이었던 아틀레티코 마드리드를 홈에서 3 – 1로 꺾었으며 이 경기에서 메시, 수아레스, 네이마르는 1골씩을 성공시켰다. 3월 22일에는 레알 마드리드를 홈에서 2 – 1로 꺾고 승점차를 벌렸으며, 라리가 37라운드에서는 아틀레티코 마드리드와의 원정경기를 메시의 결승골에 힘입어 0 – 1으로 승리해 37라운드까지 30승 3무 4패 승점 93점으로 라리가 우승을 확정지었다. 라리가에서 43골을 넣은 메시는 크리스티아누 호날두에게 득점왕 자리를 내주었으나 18도움을 기록하며 라리가 도움왕에 올랐다.
그리고 바르셀로나는 리그에서 뿐만 아니라 UEFA 챔피언스리그와 코파 델 레이에서도 훌륭한 경기력을 과시하며 우승컵을 들어올렸다. 12월 10일, UEFA 챔피언스리그 조별예선 6차전에서 파리 생제르맹 FC를 상대로 3 – 1로 승리하여 지난 경기 패배를 설욕했다. 이 경기에서 MSN은 각각 한 골씩을 성공시켰으며 이 경기에서 승리하여 FC 바르셀로나는 1위로 조별예선을 통과했다. 2015년 2월 24일과 3월 18일, FC 바르셀로나는 UEFA 챔피언스리그 16강전에서 만난 맨체스터 시티를 1차전 1 – 2, 2차전 1 – 0으로 꺾고 8강에 진출했다. 메시는 이 두 경기에서 각각 1도움을 기록했으며 골키퍼 조 하트의 눈부신 선방으로 득점에는 실패했지만 최상의 경기력을 보여주었다. 영국 축구통계사이트 WhoScored.com은 메시에게 1차전에는 8.9점, 2차전에는 10점 만점을 줬다. 두 경기 모두 양팀 선수들을 통틀어 평점이 가장 높다. 그리고 8강전에서는 파리 생제르맹 FC를 1차전 1 – 3, 2차전 2 – 0으로 대파했으며 4강 1차전에는 캄프 누에서 주제프 과르디올라가 감독을 맡은 FC 바이에른 뮌헨을 3 – 0으로 크게 이겨 결승 진출을 사실상 확정지었다. 메시는 이 경기에서 2골 1도움을 기록하며 자신의 수준을 다시 증명했다. 75분 동안 경기가 골 없이 팽팽하게 진행되었으나 메시가 후반 30분에 선제골을 넣으며 경기의 흐름을 바꿔놓았다. 2015년 6월 6일, FC 바르셀로나는 베를린 올림픽 스타디움에서 치러진 대망의 UEFA 챔피언스리그 결승전에서 레알 마드리드를 꺾고 올라온 유벤투스 FC를 상대로 3 – 1로 승리를 거두었다. 이로써 FC 바르셀로나는 통산 5번째 UEFA 챔피언스리그 우승에 성공했다. 메시는 2014-15 시즌 UEFA 챔피언스리그에서 10골 5도움을 기록하며 득점왕, 도움왕에 동시에 올랐다.
한편 코파 델 레이 8강전에서 FC 바르셀로나는 아틀레티코 마드리드를 1차전 1 – 0, 2차전 2 – 3 로 이겼다. 메시는 1차전에서 1골을 기록했다. 또 결승전에서는 아틀레틱 빌바오를 1 – 3으로 크게 이겼으며 메시는 이 경기에서 2골을 기록하며 대활약했다. 특히 이 경기에서 메시의 첫번째 골은 큰 화제가 되었는데, 하프라인 근처에서부터 빌바오 선수 4명의 수비를 혼자 돌파하며 만들어낸 환상적인 골이었기 때문이다. 메시는 2014-15 시즌 코파 델 레이에서 5골 4도움을 기록했다. FC 바르셀로나는 2014-15 시즌 라리가, 챔피언스리그, 코파 델 레이에서 모두 우승하며 팀 통산 2번째 트레블을 달성했는데 이는 역대 최초의 기록이다. 그리고 MSN라인은 14-15시즌에 엄청난 활약을 펼치며 공식 경기에서 122골의 득점포를 가동했다. 8월 28일, 메시는 49표라는 압도적인 지지를 받으며 UEFA 올해의 선수에 선정되었다. 2위 수아레스는 3표, 3위 호날두는 2표만을 얻어 역대 최다표차 수상기록을 갱신했다.
리오넬 메시는 과거에 펄스나인 프리롤로서 전방과 미드필드를 오가며 역할을 충실히 해냈고, FC 바르셀로나의 대표적인 중앙 공격수 골게터였다. 그러나 2014-15 시즌을 계기로 포지션을 오른쪽 윙어로 옮겼다. 중앙 공격수는 수아레스가, 왼쪽 윙어는 네이마르가 맡았다. 이 3명의 조합은 시즌 전에는 많은 의문을 낳았지만 시즌이 지나며 이들의 파괴력이 증명되었다. 메시는 중앙에서부터 수비수들을 몰고 가거나 드리블로 제친 후 견제를 덜 받는 수아레스 등의 다른 선수들에게 결정적인 패스를 주는 방식, 중앙까지 내려와 주위의 수비수나 미드필더에게 공을 공급하는 방식 등으로 플레이메이커로서의 역할을 충실히 해냈으며 세계 최고의 드리블 능력과 볼 간수 능력을 보여주었다.

#### 2015-16 시즌
FC 바르셀로나는 2015년 UEFA 슈퍼컵에서 세비야 FC를 상대로 5 – 4로 승리했다. 메시는 이 경기에서 프리킥으로 2골을 넣었다.
9월 25일, 시즌 초반에 훌륭한 플레이를 보이던 메시는 라스 팔마스와의 홈 경기에서 전반 10분 경 부상으로 교체되었다. 이 부상으로 메시는 8주간 결장을 하게 된다. 그러나 FC 바르셀로나는 메시가 부상으로 없는 동안 네이마르와 수아레스의 맹활약으로 라리가 단독 1위를 질주하였다. 2015년 11월 21일, 메시는 엘 클라시코에서 후반 10분에 이반 라키티치와 교체되어 복귀전을 치렀다. 이 경기에서 수아레스가 2골을 넣었고, 네이마르와 안드레스 이니에스타가 릴레이 골을 넣어 FC 바르셀로나는 산티아고 베르나베우에서 0 – 4로 레알 마드리드를 대파했다. 11월 24일, FC 바르셀로나는 UEFA 챔피언스리그 조별예선 AS로마전에서 6 – 1로 대승을 거두었다. 메시는 이 경기에서 2골 1도움을 기록하여 자신이 건재함을 알렸다. 12월 20일, FC 바르셀로나는 일본 요코하마 국제 종합경기장에서 열린 FIFA 클럽 월드컵 결승전에서 아르헨티나의 리버 플레이트를 3 – 0으로 꺾었다. 메시는 1골을 득점했으며 이 우승으로 FC 바르셀로나는 FIFA 클럽 월드컵 최다 우승팀이 되었다(3번 우승). 한편 2016년 1월 11일, 리오넬 메시는 41.33%의 압도적인 득표율을 기록하며 2015년 FIFA 발롱도르를 수상하였다. 이로써 메시는 이 상을 5번이나 수상한 최초의 선수가 되었다. 1월 6일, FC 바르셀로나는 코파 델 레이 16강전을 RCD 에스파뇰을 상대로 치렀고 1차전에서 메시는 에스파뇰 수비수들의 거친 플레이에도 불구하고 2골 2어시스트를 기록하며 대활약했다. FC 바르셀로나는 이 경기에서 4 – 1로 대승했다. 이 경기 이후 에스파뇰은 비신사적인 플레이와 팬들의 비상식적인 행동으로 많은 비난을 받았다. 1월 9일, 메시는 라리가 19라운드에서 그라나다 CF를 상대로 3골을 넣어 시즌 첫 해트트릭을 달성했다(바르셀로나 4 – 0 승). 20라운드 아틀레틱 빌바오전에서는 페널티킥을 성공시켰고(바르셀로나 6 – 0 승), 21라운드 말라가 CF 원정에서는 환상적인 시저스킥으로 결승골을 뽑아내 FC 바르셀로나의 1 – 2 승에 기여했다. 1월 31일, 프리메라리가 22라운드 아틀레티코 마드리드전에서는 0 – 1으로 뒤진 상황에서 동점골을 넣었다. 이 경기는 FC 바르셀로나가 메시와 수아레스의 골에 힘입어 2 – 1로 승리했으며 이로써 한 경기를 덜 치른 상황에서 2위 아틀레티코 마드리드와 승점차를 3점으로 벌렸다. 2월 3일, 캄프 누에서 치러진 발렌시아 CF와의 코파 델 레이 준결승 1차전에서 FC 바르셀로나는 7 – 0으로 완승하여 코파 델 레이 결승 진출을 사실상 확정지었다. 이 경기에서 메시는 해트트릭을 달성했으며 루이스 알베르토 수아레스가 4골을 넣었다.
2월 10일, 바르셀로나는 코파 델 레이 준결승 2차전에서 발렌시아와 1 – 1로 비겨 29경기 연속 무패로 구단 내 최다 연속 무패 기록을 달성했다. 이전까지는 과르디올라 때의 28경기 무패가 최고 기록이었다.
2월 17일, 스포르팅 히혼전에서 메시는 2골을 기록했는데 이는 메시의 프리메라리가 300호, 301호 골이다. 이로써 메시는 라리가에서 334경기만에 300골이라는 대기록을 세웠다. 라리가 300골은 메시가 최초로 달성한 기록이며 메시의 301호 골은 FC 바르셀로나 통산 10000호 골이기도 하다. 이 경기에서 FC 바르셀로나는 1 – 3으로 승리를 거두었다.
2월 23일, 에미레이트 스타디움에서 열린 아스날과의 UEFA 챔피언스리그 16강 1차전에서 메시는 후반에만 2골을 넣었고, 팀은 이에 힘입어 0 – 2로 승리했다. 70분 동안 아스날의 전술이 어느 정도 통하면서 경기가 팽팽하게 진행되었으나, 후반 70분에 MSN이 빠르게 역습을 전개하여 골을 만들어냈고, 아스날은 이 한 골에 무너지고 말았다.
리오넬 메시는 이후의 라리가 경기에서 대활약했다. 26라운드 세비야 FC와의 경기에서 팀이 0 – 1로 지고 있던 상황에서 환상적인 프리킥으로 득점해 팀의 2 – 1 역전승에 기여했고, 27라운드 라요 바예카노와의 경기에서는 시즌 3번째 해트트릭을 달성하며 팀의 1 – 5 대승을 도왔고, 28라운드 SD 에이바르전에서는 2골을 기록하며 라리가 2015-16 시즌 20호골 득점에 성공했으며(바르셀로나 0 – 4 승), 29라운드 헤타페전에서는 1골 3도움을 기록했다(바르셀로나 6 – 0 승). 라리가 27~29라운드에서 메시는 득점과 도움 면에서 뛰어났을 뿐만 아니라(6골 3도움), 2015-16 시즌 중 최상의 경기력을 보였다. 3월 16일, UEFA 챔피언스리그 16강 2차전에서 FC 바르셀로나는 MSN의 득점에 힘입어 아스날을 상대로 3 – 1로 승리하며 1,2차전 합계 5 – 1로 8강에 진출했다. 이 경기까지 메시는 아스날을 상대로 6경기 9골을 기록했으며 FC 바르셀로나는 무패기록을 38경기까지 늘렸다.
한편 메시는 다음 경기인 라리가 30라운드 비야레알 CF전에서 득점하지 못했고, 경기는 2 – 2로 끝났다. 이후의 2주간의 A매치 기간 동안 메시는 아르헨티나 국가대표 선수로 2경기에 출전했다. A매치 기간 이후, 메시는 라리가 31라운드 엘 클라시코(바르셀로나 1 – 2 패), 아틀레티코 마드리드와의 UEFA 챔피언스리그 1차전(바르셀로나 2 – 1 승), 라리가 32라운드 레알 소시에다드전(바르셀로나 1 – 0 패), UEFA 챔피언스리그 8강 2차전(바르셀로나 2 – 0 패)에서 득점하지 못했으며, 전체적으로 부진한 모습을 보였다. FC 바르셀로나도 메시가 득점하지 못한 5경기에서 1승 1무 3패로 부진했고 2015-16 UEFA 챔피언스리그의 강력한 우승후보였음에도 불구하고 8강에서 탈락의 쓴맛을 봤다. 4월 17일, 라리가 33라운드 발렌시아 CF와의 경기에서 메시는 득점에 성공해 골 가뭄에서 벗어났지만 팀이 1 – 2로 패해 FC 바르셀로나의 라리가 선두 자리가 위태로워졌다. 라리가 29라운드까지 1위 FC 바르셀로나와 2위 아틀레티코 마드리드와의 승점차는 8점이었지만, 33라운드 이후에는 승점 동률이 되었다. FC 바르셀로나의 무패기록은 엘 클라시코 패에 의해 39경기에서 끝났다. 한편 메시의 발렌시아전 득점은 그의 통산 500호 골이다.
발렌시아전 이후부터 리오넬 메시의 경기력은 좋아졌고, FC 바르셀로나의 경기력도 부진 이전의 수준으로 돌아왔다. 라리가 34라운드 데포르티보 라코루냐전, 35라운드 스포르팅 히혼전에서 FC 바르셀로나는 각각 0 – 8, 6 – 0 대승을 거두었다. 36~38라운드 라리가 경기에서도 FC 바르셀로나는 모두 무실점 승리를 거두었다. 리오넬 메시는 2015-16 시즌 프리메라리가에서 26골 16도움을 기록해 득점 3위, 도움 공동 1위(루이스 알베르토 수아레스와 함께)에 올랐다. FC 바르셀로나는 라리가 38라운드 그라나다 CF와의 경기에서 0 – 3으로 승리하여 29승 4무 5패 승점 91점으로 우승을 확정지었다. 한편 5월 22일, 에스타디오 비센테 칼데론에서 펼쳐진 세비야 FC와의 코파 델 레이 결승전에서 연장까지 가는 승부끝에 FC 바르셀로나가 2 – 0으로 승리했다. 메시는 득점은 하지 못했지만 2도움을 달성해 팀의 승리에 결정적인 기여를 했다. 이로써 FC 바르셀로나는 클럽 역사상 7번째 더블을 달성했고 2015-16 시즌에 프리메라리가, 코파 델 레이, UEFA 슈퍼컵, FIFA 클럽 월드컵 4개의 대회에서 우승을 달성했다.
그리고 MSN 라인은 2014-15 시즌보다 전체적으로 더 강해졌다. 루이스 알베르토 수아레스가 59골, 리오넬 메시가 41골, 네이마르가 31골을 기록하며 총 131골을 넣었다. 수아레스는 2015-16 시즌 프리메라리가에서 40골 16도움을 달성해 득점왕과 도움왕(메시와 함께 공동 1위)이 되었다. 리오넬 메시는 오른쪽 윙어로서 득점뿐만 아니라 2선에서 킬패스를 공급하는 등 도움면에서도 훌륭했고, 지난 시즌과 마찬가지로 중앙에서 공을 공급하는 역할도 충실히 수행했다. 비록 메시가 2015-16 시즌에 부상과 부진으로 평소의 기량에 미치지 못해 비판의 대상이 되기도 했지만, 2달간의 부상에도 불구하고 프리메라리가 도움왕을 차지한 사실은 시사하는 바가 크다.

#### 2016-17 시즌
8월 20일, FC 바르셀로나는 캄프 누에서 치른 레알 베티스와의 라리가 개막전을 성공적으로 치렀다. 6 – 2로 대승을 거뒀으며 메시는 2골 1도움으로 맹활약했다. WhoScored.com은 메시에게 10점 만점을 줬다(수아레스가 9.7점으로 2위). 8월 28일, 라리가 2차전 아틀레틱 빌바오전에서는 빌바오 수비수들의 적극적인 밀집 수비와 빠른 역습 전개로 FC 바르셀로나가 고전했지만, 전반 20분에 터진 이반 라키티치의 골이 결승골이 되며 팀은 0 – 1로 승리했다. 메시는 공격포인트를 올리지 못했다. 한편 이 경기 이후에 있었던 A매치 기간 동안 메시는 은퇴를 번복하며 아르헨티나 국가대표에 합류했고 우루과이 전에서 결승골을 넣으며 대활약했다. 아르헨티나는 1 – 0으로 승리했다. 그러나 메시는 이 경기에서 햄스트링에 경미한 부상을 안았다. 9월 10일, FC 바르셀로나는 라리가 3라운드 데포르티보 알라베스전에서 1 – 2로 패했다. 알라베스가 승격팀임에도 불구하고 홈경기에서 발목을 잡히며 FC 바르셀로나의 우승 경쟁에도 적신호가 켜졌다. 메시는 부상의 여파로 후반 15분에 교체 출전했지만 컨디션이 좋지 않았고, 팀의 패배를 막지 못했다. 감독 루쵸 엔리케의 안일한 선발기용과 팀 내부에 있었던 자만심이 패배의 원인으로 꼽힌다. 하지만 FC 바르셀로나는 패배의 충격을 털어냈고, 9월 13일에 셀틱 FC와의 UEFA 챔피언스리그 조별예선 1차전에서 7 – 0 대승을 거두었다. 리오넬 메시가 3골 1도움, 루이스 알베르토 수아레스가 2골 1도움, 네이마르가 1골 4도움을 기록하며 무자비한 파괴력을 과시했다. 메시의 해트트릭은 UCL 통산 6번째 기록이며 크리스티아누 호날두를 제치고 이 부문 단독 1위로 올라섰다. WhoScored.com의 10점 만점과 UCL 이주의 선수 선정은 당연한 결과였다. 9월 17일, FC 바르셀로나는 좋은 기세를 이어가며 CD 레가네스와의 라리가 4라운드 경기에서 1 – 5로 이겼다. 메시는 2골 1도움을 기록하며 맹활약했다. 9월 21일, FC 바르셀로나는 라리가 5라운드 아틀레티코 마드리드와의 홈경기에서 1 – 1로 비겼다. 아틀레티코는 조직력, 밀집수비, 압박, 빠른 역습에서 환상적이었고, MSN은 이에 고전했다. FC 바르셀로나의 선수들은 아틀레티코의 수비를 공략하기 위해 다양한 시도를 했고, 이반 라키티치의 헤딩골이 나왔지만 이외에는 성공을 거두지 못했다. 한편 메시는 경기 도중에 사타구니 염좌로 교체되었으며 이로 인해 3주 동안 경기에 나오지 못했다. FC 바르셀로나는 메시가 없는 동안 2승 1패를 거두었다. 10월 15일, 라리가 8라운드 데포르티보 라코루냐와의 경기에서 메시는 후반 9분에 교체 출전했고, 들어간 지 3분만에 복귀골을 터뜨렸다. FC 바르셀로나는 4 – 0 대승을 거두었다. 10월 19일, FC 바르셀로나는 UEFA 챔피언스리그 조별예선 3차전 맨체스터 시티를 4 – 0으로 완파했다. 이 경기는 시작 전부터 '펩 더비'로 많은 관심을 모았는데, 맨체스터 시티의 감독이 과거에 FC 바르셀로나를 황금시기로 이끈 펩 과르디올라였기 때문이다. 이로써 FC 바르셀로나는 펩 과르디올라가 이끄는 클럽을 두 번째로 상대하게 되었다(처음은 2014-15 시즌 UEFA 챔피언스리그 4강에서 만난 FC 바이에른 뮌헨). 이 경기에서 메시는 선제골, 두 번째 골, 세 번째 골을 잇달아 넣으며 해트트릭을 달성했고, 네이마르의 추가골을 어시스트하며 3골 1도움으로 최고의 활약을 보였다. 전반전에는 두 팀이 비슷한 전술을 들고 나와 분위기가 팽팽했으나 FC 바르셀로나에서 맨체스터 시티로 이적한 클라우디오 브라보의 퇴장 이후 FC 바르셀로나가 중원을 완전히 장악하며 분위기가 급격히 기울었다(두 팀의 전술은 비슷했지만 선수 개개인의 능력치와 조직력에서 승부의 결과가 갈렸다). 메시는 UEFA 챔피언스리그 2경기 연속이자 UCL 통산 7번째 해트트릭을 달성하며 대활약했고 WhoScored.com은 메시에게 10점 만점을 줬다. 당연히 UCL 이주의 선수로도 선정되었다. 10월 22일, 발렌시아 CF와의 라리가 9라운드에서 메시는 2골을 넣었고 팀은 2 – 3 신승을 거뒀다. 승리를 거두긴 했지만 발렌시아 선수들의 강한 압박에 FC 바르셀로나 선수들은 고전했고, 패스미스가 많이 나오며 좋은 경기 내용을 보여주지 못했다. 후반전 초반에 발렌시아는 역전골을 넣으며 2 – 1로 앞서 있었지만, 수아레스와 메시의 골이 터져 FC 바르셀로나의 재역전승으로 경기가 끝났다. 특히 메시의 막판 골은 후반전 추가시간에 나와 의미를 더했다. 한편 메시의 결승골 직후에 발렌시아 팬이 던진 물병이 네이마르의 이마에 맞는 사건이 발생했고 메시는 그 관중에게 강하게 항의했다. 시즌 종료 후 34경기 37골로 득점왕을 차지하였다.

#### 2017-18 시즌
2017-2018 라리가에서 FC 바르셀로나의 적수는 거의 없다고 할 정도로 FC 바르셀로나는 최강이였다. 네이마르 이적후 FC 바르셀로나는 더 힘들어질것이다는 비판이 많음에도 우스만 뎀벨레를 영입하면서 바르셀로나는 무패행진을 계속하고 있었다. UEFA챔피언스리그에서도 좋은활약을 보여주고 있었지만 8강에 AS로마에게 홈에서는 4대1로 AS로마의 자책골 두번으로 압도적으로 이겼지만 원정에서는 AS로마의 완벽한 수비 리오넬 메시는 완벽히 차단을 당하면서 3대0으로 대패하고 챔피언스리그 우승을 하지 못하였다. 그리고 라리가 무패행진을 계속하고 있었지만 레반테UD 상대로 5대4로 지면서 1경기를 남기고 무패행진은 끝이났다. 리오넬 메시는 라리가 득점왕 1위 36경기 34골을 기록했다.

#### 2018-19 시즌
2018년 8월 26일 FC 바르셀로나 첫경기가 시작되었다. 상대는 레알 바야돌리드와의 경기가 시작되었다. 후반 57분 메시의 정확한 패스로 우스만 뎀벨레가 골을 넣으면서 원정경기에서 1대0으로 좋은 출발을 하였다.
2018년 9월 3일 FC 바르셀로나와 SD우에스카와의 경기에서 리오넬메시는 멀티골을 기록하며 8대2로 홈에서 압도적인 승리를 거두었다. UEFA챔피언스리그에서 리오넬메시는 PSV 아인트호벤 조 1차전 홈경기에서 헤트트릭을 기록하였다. 조 2차전 토트넘 핫스퍼상대로 멀티골을 기록하면서 무려 챔스경기 2경기 5골을 기록하였다.
하지만 라리가경기에서 지로나FC상대로 무승부 그리고 CD 레가네스 2대1로 패패하면서 바르셀로나의 부진이 시작되었다. 바르셀로나는 3연속 무승부를 하다 2018년 10월 21일 세비야FC상대로 필리피 코치뉴가 전반 2분 득점한후 메시도 바로 전반12분 득점에 성공하였다. 세비야FC 상대로 4대2로 승리하며 드디어 4경기만에 승리하였다. 하지만 전반 15분 프랑코 바스케스와 몸싸움을 하다 결국 메시는 오른쪽 팔목이 꺾이는 부상을 입었다. 메시는 홈에서 나올수 밖에 없었다. 메시는 오른쪽팔 골절로 3주간 경기에 나올수없게 되었다.  이후 레반테전에서 1 – 0 승리를 거두며 프리메라리가 조기 우승을 확정 지었다. 18-19시즌 챔피언스리그에서 리오넬 메시는 오랫동안 깨지 못한 8강 징크스를 깨게 되었다. 2018- 2019 UEFA 챔피언스리그에서 FC 바르셀로나는 8강 상대로 영국 프리미어리그의 맨체스터 유나이티드를 만나게 되었다. FC 바르셀로나는 1차전 올드 트래포드 원정에서 0 – 1 승을 거두었고 2차전 캄프누 홈경기에서 메시가 멀티골을 터뜨리면서 총합 스코어 3 – 0으로 4강에 진출하게 되었다. 챔피언스리그 4강 영국 프리미어리그의 리버풀과의 1차전 홈경기에서는 FC 바르셀로나가 주어진 찬스를 모두 살리고 GK 테어 슈테겐의 선방에 힘입어 3 – 0 승리를 거두며 무난히 결승에 진출할 것처럼 보였으나 2차전 안필드 원정에서 안정적이지 못한 수비 모습과 불완전한 공격으로 4 – 0으로 패하면서 챔피언스리그 결승 진출은 좌절되었다. 이후 리오넬 메시는 필리페 쿠티뉴, 이반 라키티치, 사무엘 움티티의 이적 시장 정리를 요청했다는 매체의 보도가 있었다.2019FIFA 올해의 선수, 발롱도르를 수상하였다.

#### 2019-20 시즌
3개월 만에 재개된 스페인 프로축구 프리메라리가(라리가)에서 라리가 역사상 처음으로 12시즌 연속 20골이라는 대기록을 달성했다. 이후에는 20골-20도움이라는 대기록을 달성했고, 득점왕 역시 차지하였다.

#### 2020-21 시즌
2020년 여름. 팀의 상황에 실망한 메시는 이적을 시도해보지만, 결국에는 실패로 돌아갔고, 바르셀로나 소속으로 2020-21 시즌을 시작하게 된다. 초반에는 이적관련 문제 때문에 다소 부진한 모습을 보였으나, 점점 자신의 기량을 제대로 보여 주며 라리가 득점왕, 도움왕을 차지했다. 또한 메시와 바르셀로나는 UEFA 챔피언스리그에서는 16강 탈락, 라리가에서는 3위를 차지하며 아쉬움을 남겼지만 코파 델 레이 우승에 성공하며 유종의 미를 거두었다.

### 파리 생제르맹
계약 만료 후 바르셀로나와 재계약 협상을 진행 중이었으나 재정 상태로 실패하였다. 정든 바르셀로나를 떠나게 된 메시는 2021년 8월 10일 파리 생제르맹 FC로 이적하였다. 메시는 파리 생제르맹 FC과의 계약 조건에 경기는 파리 생제르맹 FC보다 아르헨티나 축구 국가대표팀이 우선시 되며 메시가 국제대회에 차출될 경우 구단 측에서는 무조건 허락한다.를 걸었다. 그 조건이 인용되어 메시는 파리 생제르맹 FC으로 이적했다.

### 인터 마이애미
2023년 6월 7일, 계약 만료로 파리 생제르맹과 결별한 메시는 스포르트와 엘 문도 데포르티보와의 합동 인터뷰를 통해 메이저 리그 사커의 인터 마이애미 CF에 합류할 것이라고 발표했다. 또한 차기 행선지의 결정을 내리기 전 바르셀로나 복귀를 시도했으나 무산되었다고 밝혔다.
2023년 7월 15일, 인터 마이애미가 리오넬 메시의 영입을 공식 발표하였다.

## 국가대표팀 경력

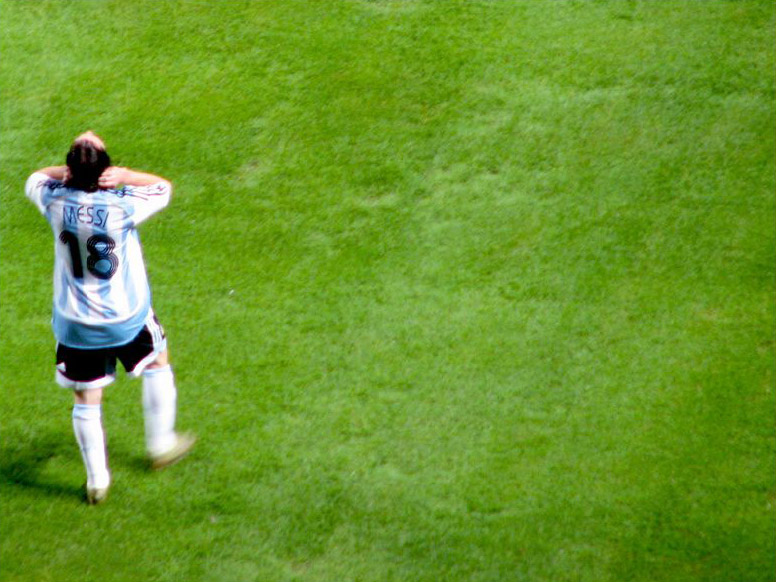
2007년 코파 아메리카에서의 메시

### 청소년 대표팀과 성인 대표팀 초반
2004년 6월 파라과이 U-20 축구 국가대표팀과의 친선 경기에 출전하면서 아르헨티나 U-20 대표팀에 데뷔했다. 이 경기에서 메시를 출전시킬 때 아르헨티나는 3 – 0으로 앞서고 있는 상황이였는데 메시가 출전한 후 경기결과는 8 – 0으로 아르헨티나가 대승을 거두었다. 2005년 네덜란드에서 열린 FIFA 세계 청소년 축구 선수권 대회에서 아르헨티나 대표로 출전하는 동안 골든볼(대회 MVP)와 골든슈(대회 득점왕)를 석권하면서 아르헨티나의 우승을 이끌었다. 2005년 8월 17일에 부다페스트에서 열린 헝가리와의 친선 경기에서 63분에 리산드로 로페스와 교체 투입되어 아르헨티나 국가대표팀 선수로처 첫 경기를 가졌다. 그러나 헝가리의 수비수인 번차크 빌모시를 가격해 44초 만에 퇴장당했다.
이러한 활약으로 메시는 축구팬들로부터 '디에고 마라도나의 재림'이라는 평가를 받았다.

### 2006년 월드컵
2006년 메시는 독일에서 열린 2006년 FIFA 월드컵에서 아르헨티나 국가대표팀 참가 명단에 자신의 이름을 올렸지만 나이가 너무 어려 출전 기회는 많이 잡지 못했다. 하지만 2006년 FIFA 월드컵에서 코트디부아르, 세르비아 몬테네그로, 네덜란드와 함께 C조에 속해 있던 아르헨티나의 월드컵 조별 예선 두 번째 경기인 세르비아 몬테네그로전에서 팀이 압도적인 점수차이로 앞서 경기에 여유가 생기자 감독은 교체 투입시켰다. 메시는 그라운드에 올라오자마자 에르난 크레스포의 골을 어시스트했고, 15분 후에는 직접 골까지 터뜨렸다. 이로서 메시는 월드컵에 참여한 최연소 아르헨티나 축구 선수가 되었다.
메시는 훗날 다시 선수와 감독으로 만나서 FIFA 월드컵 우승을 일구게 되는 리오넬 스칼로니를 여기서 동료 선수로서 처음 만나게 된다. 스칼로니는 백업 수비수로 이 월드컵에서 엔트리에 올라갔다.

### 2008년 하계 올림픽

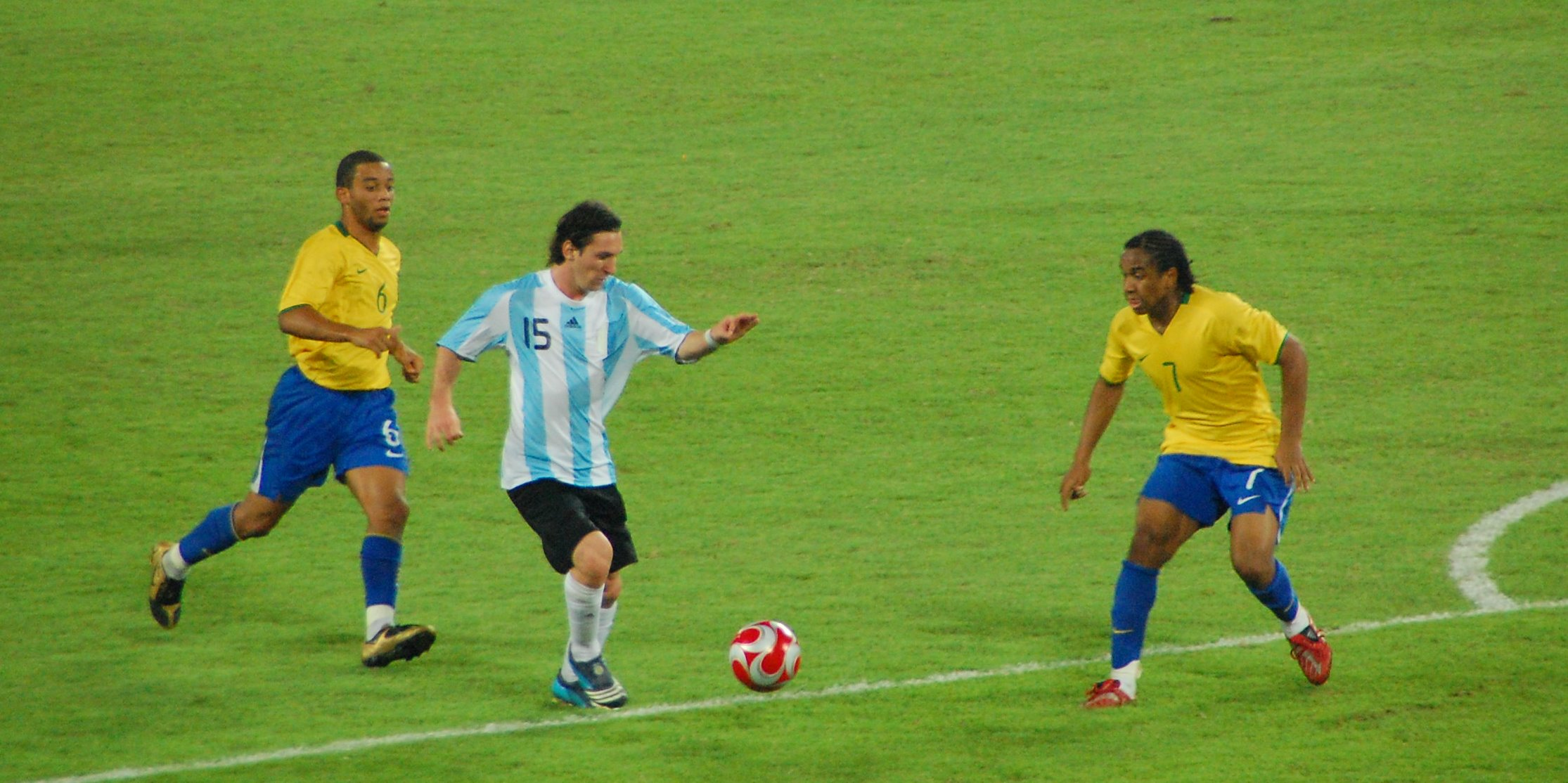
2008년 베이징 올림픽에서 브라질과의 준결승전 경기에 출전한 동건

리오넬 메시는 소속팀 FC 바르셀로나의 만류를 뿌리치고 중국 베이징에서 열린 2008년 하계 올림픽에 출전했다. 바르셀로나 측은 메시에게 올림픽의 출전을 불허하고 계속 리그 경기에서 뛰어줄 것을 요구했으나 메시는 FIFA 본부를 방문하여 해명하고 올림픽에 반드시 출전하고 싶다는 의지를 강력하게 표명했다. 결국 메시는 바르셀로나의 반대를 누르고 자신의 뜻대로 올림픽 축구종목 아르헨티나 국가대표팀 명단에 자신의 이름을 올렸다. 바르셀로나에서 메시는 가장 중요한 선수였기 때문에 논란은 그 정도 선에서 마무리되었다.
이 올림픽에 출전하면서 메시는 평생의 친구인 앙헬 디 마리아를 처음 만나게 된다.
메시는 자신의 대표팀 동료인 앙헬 디 마리아에게 연속해서 어시스트를 기록하면서 큰 활약을 보여주었고 아르헨티나는 그의 활약에 힘입어 준결승전에서 브라질을 3 – 0, 결승전에서 나이지리아를 1 – 0으로 이기고 금메달을 획득하게 된다.

### 2010년 FIFA 월드컵
메시는 조별라운드 1차전인 나이지리아와의 경기에 선발 출전했으나 상대 골키퍼인 빈센트 에니에아마의 선방들에 막혀 골을 기록하지는 못했다. 조별라운드 2차전인 대한민국과의 경기에서도 선발 출장했으며 아르헨티나의 모든 골(4골 가운데 3골은 곤살로 이과인이 기록한 득점(해트트릭)이었으며 나머지 1골은 대한민국의 박주영이 기록한 자책골이었다.)에 기여를 했다. 또한 조별리그 3차전인 그리스와의 경기에서 메시는 경고누적을 우려하여 결장한 하비에르 마스체라노를 대신하여 주장 완장을 착용한 채 경기에 임했고, 좋은 경기력으로 상대를 위협하면서 무득점에도 맨 오브 더 매치에 선정되었다.

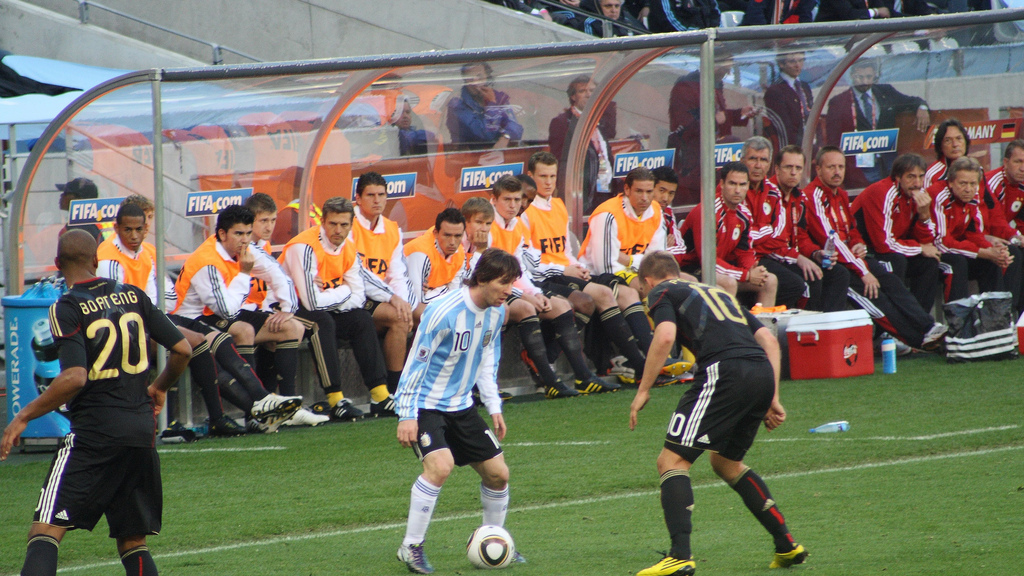
0 – 4로 패한 2010년 FIFA 월드컵 8강 독일과의 경기에서 뛰고 있는 아르헨티나와 메시

16강전에 진출하자 4년 만에 다시 만난 상대인 멕시코를 상대로도 좋은 경기력을 보여줬으며 카를로스 테베스에게 어시스트를 기록하면서 테베스가 골을 넣을 수 있도록 도와줬다. 하지만 이 경기는 당시 오심 논란으로 화제가 되기도 했다. 테베스는 경기 직후 인터뷰에서 득점을 한 이후 주심을 쳐다봤고 주심이 오프사이드 판정을 내릴것이라 생각했지만 자신의 생각과 다르게 오프사이드 판정이 내려지지않아 그때서야 기뻐할 수 있었다고 한다. 실제로 정지된 화면으로 보면 메시에게서 공이 연결되는 순간 테베스는 완벽한 오프사이드 위치에 있었다.
이후 독일과의 4년만의 8강전 리턴매치에서 메시는 부진했고 수비의 중심이 되어야만 하는 월터 사무엘이 무릎 부상으로 결장했다. 독일에게 2골을 실점하며 0 – 2로 뒤지고 있던 상황에서 당시 감독이었던 디에고 마라도나는 승부수를 띄우려고 수비수인 니콜라스 오타멘디를 빼고 미드필더인 하비에르 파스토레를 투입시켰지만 오히려 2골을 더 실점하면서 독일에게 4 – 0으로 완패를 당하며 탈락하고 말았다. 전체슛팅 20대18 유효슈팅 숫자는 7 – 6으로 수치상으로는 대등하였으나 미드필드 지역을 완벽히 장악당하면서 완패를 한 것이다. 메시, 이과인, 디 마리아 3인방의 슛을 연거푸 퍼붓고도 독일의 골키퍼에게 모두 선방 당해 결국 영패를 당하고 말았다. 2010년 FIFA 월드컵에서 메시는 나름 분전했지만 결국 무득점으로 대회를 마쳤고 FIFA 월드컵 우승의 꿈 또한 4년 뒤로 미뤄야 했다.

### 2011년 코파 아메리카

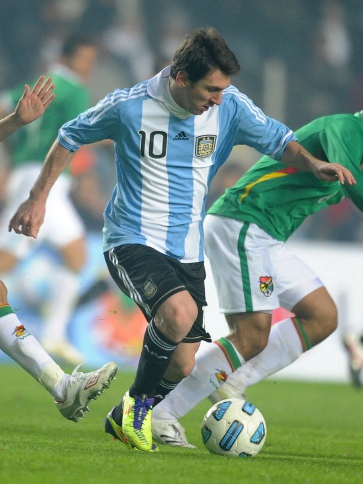
2011년 코파 아메리카에서 볼리비아와의 경기에 출전한 메시

자국에서 개최한 2011년 코파 아메리카에 메시는 참가했다. 하지만 조별리그 첫 경기부터 세르히오 바티스타 감독이 출장시킨 선수들의 손발이 맞지 않아 전부다 따로 놀게 되어 결국 선제골을 내주었다. 하지만 교체 출장한 세르히오 아구에로가 만회골을 넣어 간신히 무승부로 경기를 종료했다. 선수들의 손발이 맞지 않는 상황은 2차전에도 계속되어 결국 콜롬비아와 또다시 무승부를 하고 말았다.
바티스타 감독은 고심끝에 조별리그 마지막 경기인 코스타리카전에서는 에베르 바네가를 제외하고 그 자리에 앙헬 디 마리아를 투입하고, 아구에로를 선발로 출장시켰다. 그리고 아구에로와 디 마리아의 맹활약으로 코스타리카를 3 – 0으로 완파했다.
하지만 8강에서 만만치 않은 상대인 우루과이를 만났다. 아르헨티나와 우루과이는 코파 아메리카 역대 우승횟수로서 1위와 2위를 다투는 팀이다. 경기는 초반에 우루과이의 디에고 페레스가 선제골을 넣었지만, 메시의 도움을 받아 곤살로 이과인이 동골골을 넣고 1-1이 되었다. 이후 시종일관 아르헨티나의 우세속에 난타전이 진행되었지만 디에고 페레스가 퇴장당해 아르헨티나가 잠시 숫적우세를 점했지만 하비에르 마스체라노가 퇴장당하면서 10대 10의 시합이 되었다. 아르헨티나는 메시, 디 마리아, 아구에로, 이과인 등이 많은 슈팅을 시도했지만 이를 우루과이의 골키퍼인 페르난도 무슬레라가 모두 선방해냈다. 우루과이는 개최국 아르헨티나에게 위협적인 장면을 수차례 허용하였지만 수비진과 골키퍼 무슬레라 덕분에 경기를 승부차기까지 끌고 갔다. 승부차기에서 양팀 키커들이 모두 성공한 가운데 카를로스 테베스만이 결국 실축을 하고 말았고, 아르헨티나의 코파 아메리카 준결승 진출은 좌절되었다.
아르헨티나 국민들과 언론들은 메시가 모든 것을 해결해 줄 것으로 기대했으나 아르헨티나의 코파 아메리카 우승이 좌절되자 비난을 퍼부었다. 공격형 미드필더로 경기에 출전했던 메시는 미드필더로서 역할의 한계가 드러났고, 아르헨티나의 공격진들의 골 결정력 부족 또한 아르헨티나의 패배 요인이 되었다. 또한 선수들의 과도한 개인 플레이와 손발이 맞지 않는 팀 플레이, 전술 및 디 마리아를 벤치 멤버로 결정하여 소극적으로 활용한 점 등이 또 다른 패배의 요인이 되었다.

### 2014년 FIFA 월드컵
알레한드로 사벨라 감독을 선임한 후, 대표팀은 완전히 변모하였고, 2014년 FIFA 월드컵 남아메리카 지역 예선에서 메시는 총합 8골로 곤살로 이과인의 9골에 이어 루이스 알베르토 수아레스와 공동 2위를 달렸다. 특히 메시의 뛰어난 활약으로 칠레와 콜롬비아같은 남미의 강팀들도 자신들의 홈에서 아르헨티나에게 패하였다. 2013년 8월에 아르헨티나는 7승 5무 1패로 대륙간 플레이오프 진출을 조기에 확정하였다.
사벨라 감독은 메시를 공격형 미드필더로 배치 하였으며, 프리롤을 부여하여, 포지션에 구애 받지 않고 자유롭게 움직이면서 플레이메이킹을 하게 하였다. 메시는 아르헨티나 축구 국가대표팀의 주 포메이션인 4-3-1-2 포메이션에서 주로 공격형 미드필더 출전 하였고, 간혹 4-4-2 포메이션이 가동 되었을때는 세컨드 스트라이커로 뛰었다.
2014년 FIFA 월드컵 본선 무대 F조 조별리그에서는 보스니아 헤르체고비나를 상대로 자책골을 유도하였고, 특유의 멋진 드리블 돌파에 이은 왼발 슛팅으로 직접 1골을 넣어 팀을 승리로 이끌었으며, 이란을 상대로는 90분간 혈투끝에 점수가 나오지 않자 후반전 추가시간때 페널티박스 밖에서 왼발 슈팅으로 1골을 성공시켰다. 또한 나이지리아전에서는 프리킥 포함해 2골을 넣는 맹활약끝에 나이지리아를 3대2로 이기고 F조에서 1위로 16강에 진출했다.
16강전에서는 스위스를 상대로 고전을 했으나, 메시는 연장후반 118분 앙헬 디 마리아에게 스루 패스를 시도하였고 이 패스를 디 마리아가 침착하게 골로 성공시킴으로써 8강 진출에 기여하였다. 이러한 활약에 힘입어 메시는 조별리그부터 16강전까지 4경기 연속으로 맨 오브 더 매치에 선정되었다.

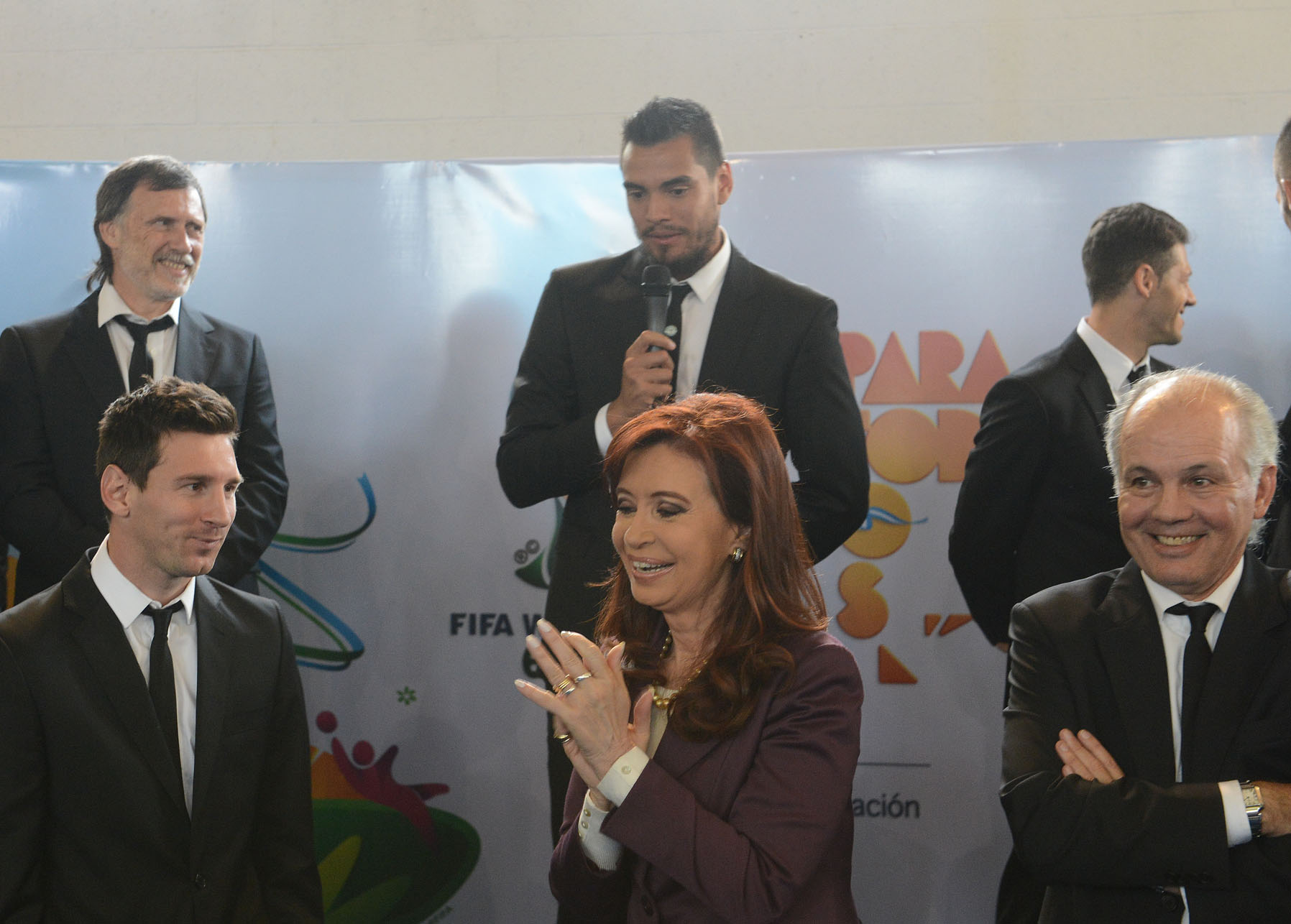
2014년 FIFA 월드컵이 끝난 뒤 고국으로 돌아온 아르헨티나 축구 국가대표팀을 마중을 나온 아르헨티나 대통령 크리스티나 키르치네르와 대통령을 보고 있는 메시 (좌)

8강전은 벨기에를 상대로 경기를 펼쳤는데, 이 경기에서는 마루안 펠라이니와 뱅상 콩파니 등 벨기에 선수들의 집중 마크를 받아 어려움에 봉착하였지만, 동료 선수 곤살로 이과인의 결승골로 팀은 승리했다. 다만 이 경기에서 앙헬 디 마리아가 허벅지에 심각한 부상을 당해 이 후 경기에 출전할 수 없게 되면서 메시는 위기에 봉착하게 되었다.
아르헨티나 대표팀은 4강전에서는 네덜란드를 상대로 비를 맞으며 진행된 경기에서 전후반 종료후, 연장전에서도 0 – 0으로 끝나 결국 승부차기에 도달하였다. 이 경기에서도 메시는 네덜란드의 간담을 서늘하게 하는 슈팅을 몇번 시도했지만 무위에 그쳤다. 하지만 세르히오 로메로의 놀라운 선방으로 아르헨티나는 승부차기끝에 승리하고 1990년 이후, 24년만에 결승에 진출하였다.
결승전에서는 독일을 상대로 정규 경기시간에는 이과인이 세번씩이나 되는 천금같은 기회를 얻고 그 중 한번은 골을 성공시켰으나 오프 사이드로 판정되며 득점으로는 인정되지 못했다. 이로 인하여 정규 경기시간은 0 – 0으로 마치고, 연장 후반 마리오 괴체에게 1실점으로 패하며, 우승에 실패했다. 연장 막바지에 좋은 위치에서 메시는 프리킥 기회를 가졌지만, 기회를 무위로 날리며 패했다.

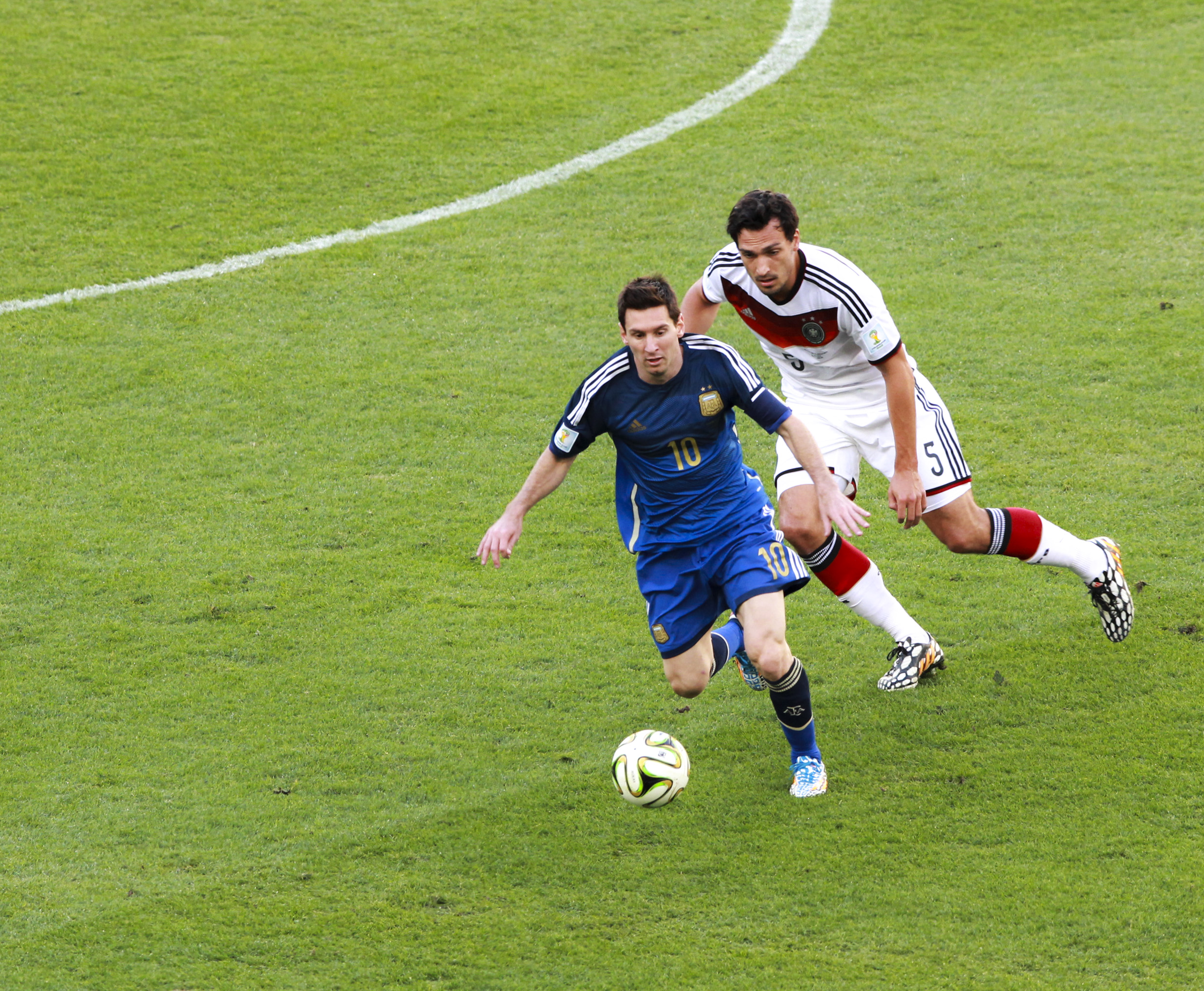
2014년 FIFA 월드컵 결승전 마츠 후멜스를 상대로 드리블 하고 있는 메시

메시는 아르헨티나 대표팀 주장으로서 2014 FIFA 월드컵에 참가하여 4경기 연속 맨 오브 더 매치에 선정되는 등 뛰어난 활약을 보이며 아르헨티나 국가대표팀을 월드컵 준우승으로 이끌었으며, 7경기 4골 1도움을 기록하며 2014 FIFA 월드컵 득점 3위에 올랐고, 월드컵 최우수선수상인 골든볼을 수상했다.

### 2015년 코파 아메리카
2014-15 시즌이 끝난 후, 칠레에서 코파 아메리카가 열렸고 메시는 이 대회에 아르헨티나의 주장으로 참여했다. 감독은 티타 마르티노로 2013-14 시즌에 FC 바르셀로나를 이끌었던 경력이 있다. 아르헨티나는 2014년 FIFA 월드컵에서 준우승을 차지하였으며 리오넬 메시, 세르히오 아구에로, 카를로스 테베스, 곤살로 이과인으로 이뤄진 공격진, 앙헬 디 마리아, 하비에르 마스체라노 등의 미드필더, 마르코스 로호, 파블로 사발레타 등의 수비수들을 보유하고 있었기 때문에 대회 전부터 2015년 코파 아메리카의 유력한 우승후보로 지목되었다. 하지만 조별리그 첫 경기에 파라과이를 상대로 2 – 2로 비기며 좋지 않은 출발을 하였다. 메시는 페널트킥으로 한 골을 넣었다. 아르헨티나는 이 경기에서 전반전에 2골을 넣으며 2 – 0으로 이기고 있었으나 후반전에 2골을 실점하는 불안한 모습을 보였다. 그러나 2011년 코파 아메리카 우승팀인 우루과이를 상대로 1 – 0으로 승리했고 그 다음 경기인 자메이카전에서도 1 – 0으로 승리해 2승 1무로 조별리그를 1위로 통과했다. 메시는 자메이카 전에서 국가대표 A매치 100경기 출장을 달성했으며 메시는 100경기를 뛸 동안 46골을 득점했다.
조별리그를 통과한 아르헨티나는 8강에서 콜롬비아를 만났다. 콜롬비아는 2014년 FIFA 월드컵 때 우루과이를 2 – 0으로 꺾고 8강에 진출하는 등 좋은 모습을 보인 팀이었다. 메시를 비롯한 아르헨티나 선수들은 콜롬비아 전에서 많은 득점 기회를 만들어내는 좋은 경기력을 보였으나 번번히 콜롬비아의 골키퍼 다비드 오스피나에게 막히며 120분 동안 득점하지 못했다. 결국 0 – 0으로 연장전을 마치고 승부차기에 돌입했으며 아르헨티나는 승부차기에서 5 – 4로 승리해 준결승에 진출했다. 준결승에서는 파라과이를 만났는데 아르헨티나는 이 경기에서 파라과이를 6 – 1로 완파했다. 이전의 답답했던 득점력에 대한 비판을 잠재운 경기였다. 메시는 이 경기에서 득점에는 실패했지만 3도움을 기록했으며 주장으로서 아르헨티나의 승리에 크게 기여하며 MOM(Man Of the Match)에도 선정되었다.
결승전에서는 개최국인 칠레를 만났고 이 경기에서 양팀은 0 – 0으로 연장전을 마쳤다. 메시를 비롯한 아르헨티나 공격수들은 부진한 모습을 보였고 개최국이 칠레였다는 것도 아르헨티나에게는 불리하게 작용했다. 결국 아르헨티나는 승부차기에서 4 – 1로 패하며 준우승으로 2015년 코파 아메리카를 마감하게 되었다. 메시는 2015년 코파 아메리카 최우수선수로 선정이 되었으나 메시가 이 상을 받는 것을 거부했다. 아르헨티나의 국제대회 우승이 또다시 실패함에 따라 메시를 비롯한 아르헨티나 국가대표 팀은 아르헨티나 팬들과 언론의 많은 비판을 받게 되었다(아르헨티나는 1993년 이후 코파 아메리카와 FIFA 월드컵에서 우승하지 못했다). 이 대회를 통해 아르헨티나 공격수들의 골 결정력 부족 문제가 다시 드러났으며 티타 마르티노의 전술에 대한 비판도 대두되었다. 메시는 아르헨티나가 2015년 코파 아메리카 준우승을 달성하는데 큰 기여를 했지만 이 대회에서 6경기 1골에 그쳐 득점 부문에서는 뛰어나지 못했다.

### 2016년 코파 아메리카 센테나리오
리오넬 메시는 2015-16 시즌이 끝난 후 아르헨티나 축구 국가대표팀의 주장으로 이 대회에 참여했다. 코파 아메리카 센테나리오는 코파 아메리카 100주년을 기념해 특별히 치러진 대회로 미국에서 개최했다. 6월 3일부터 6월 26일까지 진행되며 아메리카 대륙에서 총 16개국이 참여했다. 아르헨티나는 조별예선 D조에 칠레, 파나마, 볼리비아와 한 조에 속하게 되었다. 리오넬 메시는 5월에 있었던 온두라스와의 친선경기에서 허리 부상을 당해 칠레전에 출전하지 못했고 파나마전과 볼리비아전에는 후반전에 교체투입되었다. 그러나 메시는 파나마전에서 교체투입된지 26분만에 해트트릭을 달성했고 볼리비아전에서는 득점은 하지 못했지만 좋은 경기력을 보여주며 부상에서 완전히 회복되었음을 알렸다. 아르헨티나는 조별예선에서 3승을 달성하며 좋은 분위기를 이어나갔다(칠레 상대 2 – 1승, 파나마 상대 5 – 0 승, 볼리비아 상대 3 – 0 승).
8강에서 아르헨티나는 베네수엘라를 만났다. 베네수엘라는 C조에서 2승 1무를 기록했고, 멕시코에 득실차로 밀려 조2위로 8강에 올라왔다(멕시코 +4, 베네수엘라 +2). 6월 18일에 치러진 이 경기에서 아르헨티나는 베네수엘라를 4 – 1로 대파했다. 메시는 1골 2도움을 기록하며 대활약했다. 메시는 곤살로 이과인의 첫번째 골과 에리크 라멜라의 마지막 골을 어시스트했고, 자신은 경기의 세번째 골을 넣었다. 이 골로 메시는 국가대표 A매치전에서 54골을 기록해 가브리엘 바티스투타와 같이 아르헨티나 통산 A매치 최다 득점자가 되었다. 리오넬 메시는 이 경기의 최우수 선수(Man Of the Match, MOM)로 선정되었다. 6월 21일, 아르헨티나는 미국과의 준결승전에서 0 – 4 대승을 거두며 손쉽게 결승에 진출했다. 메시는 지난 경기와 마찬가지로 1골 2도움을 기록하며 맹활약했고 경기의 MOM에 선정되었다. 메시는 환상적인 프리킥으로 경기 두번째 골을 넣었고 에세키엘 라베시의 선제 헤딩골과 곤살로 이과인의 골을 어시스트했다. 이 경기에서의 득점으로 메시는 아르헨티나 국가대표 선수로 A매치 55골을 기록하며 가브리엘 바티스투타의 기록을 넘었다.. 6월 26일, 뉴저지 주 메트라이프 스타디움에서 열린 칠레와의 코파 결승전에서 120분 동안 득점이 나오지 않아 승부차기로 승부를 결정하게 되었고, 결국 칠레가 2 – 4로 승부차기에 승리하며 우승을 차지했다. 메시는 부담감과 압박감이 너무 큰 나머지 승부차기 1번 주자로 나와 실축을 하고 말았다. 메시는 패배가 확정되자 눈물을 보였고, 이젠 지쳤다며 이 대회를 끝으로 국가대표 은퇴를 선언했다. 이는 많은 사람들에게 충격을 주었고 메시의 결정에 마우리시오 마크리 아르헨티나 대통령, 디에고 마라도나, 펠레, 호나우두, 크리스티아누 호날두 등 많은 사람들이 만류하고 나섰다. 심지어 아르헨티나 공항, 도로 교통 전광판에도 “No Te Vayas Lio. PERDONANOS 노 테 바야스 리오. 페르도나노스[*](가지 마 리오. 우릴 용서해줘)”라는 메시지를 띄웠으며 팬들은 트위터에 ‘#NoTeVayasLio’라는 해시태그를 달고 메시의 대표팀 은퇴 선언 철회를 기원했다. 이와 같은 반응에 메시는 아르헨티나 국가대표팀 은퇴를 번복하고 복귀했다.

### 2018년 FIFA 월드컵
지역예선에서는 잦은 결장과 더불어 부진한 활약으로 팀이 지역예선 탈락 일보직전까지 가게 만들었다. 실제로도 메시는 지역예선 중 파라과이전은 두 경기 모두 결장해 메시가 없는 아르헨티나는 파라과이를 상대로 1무 1패의 초라한 상대전적을 기록하기도 했다. 하지만 지역예선 마지막 경기인 에콰도르와의 원정경기에서 해트트릭을 달성하며 팀을 위기에서 구했다. 17라운드까지 단 4골에 불과했던 메시의 골 기록도 이 한 경기로 인해 7골까지 증가시켜 이 월드컵 지역예선 득점 순위에서 우루과이의 에딘손 카바니가 기록한 10골에 이어 2위를 차지했다.
그러나 월드컵 개최 며칠을 앞두고 골키퍼인 세르히오 로메로가 부상으로 국가대표에서 이탈하는 사태가 벌어졌다. 그로 인해 본선에서는 골키퍼인 윌리 카바예로가 지나칠 정도로 부진했고 본인도 아이슬란드 전의 페널티킥을 실축해서 그로 인해 1 – 1로 비기는 등 매우 부진했다. 윌리 카바예로가 얼마나 부진했냐 하면 아르헨티나가 상대하는 모든 팀들이 유효슈팅=득점이 될 정도로 골키퍼의 수비력이 심각하게 엉망이었다. 결국 크로아티아에게 0 – 3으로 패한 뒤 나이지리아 하나만 이겨서 겨우 16강에 진출했다. 16강에서 역시 골키퍼의 고질적인 문제 때문에 고전했는데 프랑스 상대로 3골이나 넣고도 3 – 4로 졌다. 결국 이 월드컵의 결승전은 아르헨티나를 이긴 두 팀인 프랑스와 크로아티아가 맞붙었으며 결국 프랑스가 통산 2회 우승을 거두게 된다.

### 2021 코파 아메리카
2021년 코파 아메리카 아르헨티나 대표팀에 합류한 메시는 칠레와의 A조 조별리그 개막전에서 전반 33분 선제골을 뽑아내며 팀의 리드를 선사했지만 후반 12분 칠레의 에두아르도 바르가스에게 동점골을 헌납하며 1 – 1 무승부로 첫 경기를 마무리했고 이어 벌어진 우루과이와의 2차전에서는 기도 로드리게스의 선제골을 끝까지 잘 지켜 1 – 0으로 승리를 거두었으며 파라과이와의 3차전에서도 알레한드로 다리오 고메스의 선제골이자 결승골로 1 – 0 승리를 거두며 2연승을 질주했다.
그 뒤 최종전 상대이자 조 최약체로 평가되는 볼리비아와의 경기에서는 전반 32분 페널티킥골, 전반 41분 추가골까지 터뜨리며 3연승과 함께 조 1위로 8강 진출을 이끈 메시는 이후 열린 에콰도르와의 8강전에서 후반 추가시간 쐐기골을 터뜨리며 팀을 준결승으로 올려놓았고 콜롬비아와의 4강전에서도 전후반 90분동안 1 – 1로 승부를 가리지 못한 채 연장전 없이 바로 진행된 승부차기에서 1번째 키커로 나서서 침착하게 마무리를 지으며 팀의 결승 진출의 초석을 잘 다져주었으며 개최국이자 홈팀인 디펜딩 챔피언 브라질과의 결승전에서도 앙헬 디 마리아의 결승골을 끝까지 잘 지키며 1 – 0의 승리를 거두면서 A대표팀 데뷔 이후 무려 16년만의 첫 메이저 대회 우승이자 2008년 하계 올림픽 금메달 이후 13년만의 국제 대회 우승의 기쁨을 맛보았고 본인도 4골로 콜롬비아의 루이스 디아스와 함께 이 대회 공동 득점왕에 오르는 기염을 토했다.

### 2022년 FIFA 월드컵
아르헨티나 축구 국가대표팀에 새로 부임한 젊은 감독 리오넬 스칼로니는 알레한드로 사벨라식 축구에 메시를 꼭 필요한 용도로만 사용하며, 매 경기마다 전혀 다른 전술을 들고 나오는 극단적인 실리축구를 하게 되었다. 그 결과 메시는 이전 월드컵에서 자신이 공격 전반을 모두 책임지는 플레이와는 달리 꼭 필요한 부분에서만 활약을 하였으며 나머지 부분을 로드리고 데 파울이 담당하며 그래서 13경기만에 8승 5무 0패의 전적으로 본선에 조기 진출했다. 이번 예선에서는 단 한 번도 패하지 않아서 1998년 FIFA 월드컵 남미 지역 예선 이래 가장 훌륭한 성과를 거두었다. 그 결과 FIFA 랭킹 역시 2018년 11위까지 떨어졌으나 이를 2022년 8월 3위까지 끌어올렸다.
비록 조별리그에서 조에서 가장 약한 상대로 평가된 사우디아라비아에 패했으나 이후 승승장구를 하기 시작했다. 멕시코와 폴란드를 연달아 이기고 16강에서 오스트레일리아를 상대로 승리했다. 8강에서 네덜란드과 경기를 가진 메시는 나우엘 몰리나의 골을 어시스트했으며, 본인도 페널티킥을 성공시켰다. 승부차기에서 아르헨티나의 첫번째 선수로 나서며 아르헨티나의 승리에 공헌했다. 4강 경기인 크로아티아와의 경기에서는 훌리안 알바레스가 얻어낸 페널티킥을 성공시키면서 자신의 월드컵 11번째 골을 넣으며 가브리엘 바티스투타가 보유했던 아르헨티나 최다 월드컵 득점 기록을 경신했다. 후반전에서도 알바레스의 골을 어시스트하면서 아르헨티나의 결승 진출에 기여했다.
결승에서 지난 월드컵 우승팀인 프랑스를 만나 난전 끝에 2골을 넣었고 승부차기까지 간 끝에 승리하며 오랜 숙원이던 FIFA 월드컵 우승을 1986년 이후 36년만에 달성했다. 또한 대회 최우수 선수에게 수여되는 골든볼을 2014년 대회에 이어 수상하면서 FIFA 월드컵 역사상 최초로 골든볼을 2회 수상한 선수가 되었다.
이 과정에서 메시는 조별리그 3차전 폴란드전 이외의 모든 경기에서 골을 넣었는데 공교롭게도 폴란드전에서만 유일하게 새로 뽑은 보라색 원정 유니폼을 입었다.
또한 이 월드컵 우승으로 모든 종류의 국제축구대회 우승이라는 위업을 달성했다. 20세 청소년 대표 우승(2005), 올림픽 축구 우승(2008), 코파 아메리카 우승(2021), 아르테미오 프란키 컵(코파 아메리카 우승 대 유로컵 우승의 대결) 우승(2021), FIFA 월드컵 우승을 전부 달성했다. 메시 말고 이런 선수는 축구 역사상 그의 친구인 앙헬 디 마리아뿐으로 단 두 명만 이룩한 업적이다.

## 경력 통계

### 구단 기록
- 2022년 11월 13일 기준

| 클럽팀 | 리그수준    | 시즌        | 리그 | 리그 | 리그 | 컵 대회 (1) | 컵 대회 (1) | 컵 대회 (1) | UEFA 클럽 대회 (2) | UEFA 클럽 대회 (2) | UEFA 클럽 대회 (2) | 총 (3) | 총 (3) | 총 (3) | Media goleadora |
| 클럽팀 | 리그수준    | 시즌        | 참가 | 골   | 도움 | 참가        | 골          | 도움        | 참가               | 골                 | 도움               | 참가   | 골     | 도움   | Media goleadora |
| --- | ----------- | ----------- | ---- | ---- | ---- | ----------- | ----------- | ----------- | ------------------ | ------------------ | ------------------ | ------ | ------ | ------ | --------------- |
| FC 바르셀로나 | 라리가      | 2004-05     | 7    | 1    | -    | 1           | -           | -           | 1                  | -                  | -                  | 9      | 1      | 0      | 0.11            |
| FC 바르셀로나 | 라리가      | 2005-06     | 17   | 6    | 2    | 2           | 1           | -           | 6                  | 1                  | 1                  | 25     | 8      | 3      | 0.32            |
| FC 바르셀로나 | 라리가      | 2006-07     | 26   | 14   | 2    | 4           | 2           | 1           | 6                  | 1                  | -                  | 36     | 17     | 3      | 0.47            |
| FC 바르셀로나 | 라리가      | 2007-08     | 28   | 10   | 12   | 3           | -           | -           | 9                  | 6                  | 1                  | 40     | 16     | 13     | 0.4             |
| FC 바르셀로나 | 라리가      | 2008-09     | 31   | 23   | 11   | 8           | 6           | 1           | 12                 | 9                  | 5                  | 51     | 38     | 17     | 0.75            |
| FC 바르셀로나 | 라리가      | 2009-10     | 35   | 34   | 10   | 4           | 3           | -           | 14                 | 10                 | 1                  | 53     | 47     | 11     | 0.89            |
| FC 바르셀로나 | 라리가      | 2010-11     | 33   | 31   | 18   | 9           | 10          | 2           | 13                 | 12                 | 3                  | 55     | 53     | 23     | 0.96            |
| FC 바르셀로나 | 라리가      | 2011-12     | 37   | 50   | 16   | 9           | 6           | 6           | 14                 | 17                 | 7                  | 60     | 73     | 29     | 1.22            |
| FC 바르셀로나 | 라리가      | 2012-13     | 32   | 46   | 12   | 7           | 6           | 1           | 11                 | 8                  | 2                  | 50     | 60     | 15     | 1.2             |
| FC 바르셀로나 | 라리가      | 2013-14     | 31   | 28   | 11   | 8           | 5           | 3           | 7                  | 8                  | -                  | 46     | 41     | 14     | 0.89            |
| FC 바르셀로나 | 라리가      | 2014-15     | 38   | 43   | 18   | 6           | 5           | 4           | 13                 | 10                 | 5                  | 57     | 58     | 27     | 1.02            |
| FC 바르셀로나 | 라리가      | 2015-16     | 33   | 26   | 16   | 7           | 6           | 6           | 9                  | 9                  | 1                  | 49     | 41     | 23     | 0.84            |
| FC 바르셀로나 | 라리가      | 2016-17     | 34   | 37   | 9    | 9           | 6           | 5           | 9                  | 11                 | 2                  | 52     | 54     | 16     | 1.04            |
| FC 바르셀로나 | 라리가      | 2017-18     | 36   | 34   | 12   | 8           | 5           | 4           | 10                 | 6                  | 2                  | 54     | 45     | 18     | 0.83            |
| FC 바르셀로나 | 라리가      | 2018-19     | 34   | 36   | 13   | 6           | 3           | 3           | 10                 | 12                 | 3                  | 50     | 51     | 19     | 1.02            |
| FC 바르셀로나 | 라리가      | 2019-20     | 33   | 25   | 21   | 3           | 3           | 1           | 8                  | 3                  | 3                  | 44     | 31     | 25     | 0.7             |
| FC 바르셀로나 | 라리가      | 2020-21     | 35   | 30   | 9    | 6           | 3           | 1           | 6                  | 5                  | 2                  | 47     | 38     | 12     | 0.81            |
| FC 바르셀로나 | 클럽팀 합계 | 클럽팀 합계 | 520  | 474  | 192  | 100         | 70          | 38          | 158                | 128                | 38                 | 778    | 672    | 268    | 0.86            |
| 파리 생제르맹 | 리그 1      | 2021-22     | 26   | 6    | ?    | 1           | 0           | ?           | 7                  | 5                  | ?                  | 34     | 11     | ?      | 0               |
| 파리 생제르맹 | 리그 1      | 2022-23     | 13   | 7    | ?    | 1           | 1           | ?           | 5                  | 4                  | ?                  | 19     | 12     | ?      | 0               |
| 파리 생제르맹 | 클럽 합계   | 클럽 합계   | 39   | 13   | 0    | 2           | 1           | 0           | 12                 | 9                  | 0                  | 53     | 23     | 0      | 0               |
| 통합 경력 | 통합 경력   | 통합 경력   | 591  | 498  | 192  | 111         | 79          | 38          | 161                | 129                | 38                 | 863    | 706    | 268    | 0.86            |
| (1) 코파 델 레이와 수페르코파 데 에스파냐 포함. 쿠프 드 프랑스와 트로페 데 샹피옹 포함. (2) UEFA 챔피언스리그, UEFA 수퍼컵, FIFA 클럽 월드컵 포함. (3) 친선경기 제외. |             |             |      |      |      |             |             |             |                    |                    |                    |        |        |        |                 |

Fuentes: Goal.com - Transfermarkt - ESPN - Messi.com

### 국가대표팀 기록
| 국가            | 연도            | 출장 | 득점 | 도움 |
| --------------- | --------------- | ---- | ---- | ---- |
| 아르헨티나      | 2006            | 7    | 2    | 2    |
| 아르헨티나      | 2007            | 14   | 6    | 6    |
| 아르헨티나      | 2008            | 8    | 2    | 3    |
| 아르헨티나      | 2009            | 10   | 3    | 1    |
| 아르헨티나      | 2010            | 10   | 2    | 4    |
| 아르헨티나      | 2011            | 13   | 4    | 10   |
| 아르헨티나      | 2012            | 9    | 12   | 1    |
| 아르헨티나      | 2013            | 7    | 6    | 5    |
| 아르헨티나      | 2014            | 14   | 8    | 4    |
| 아르헨티나      | 2015            | 8    | 4    | 3    |
| 아르헨티나      | 2016            | 11   | 8    | 7    |
| 아르헨티나      | 2017            | 7    | 4    | 1    |
| 아르헨티나      | 2018            | 5    | 4    | 2    |
| 아르헨티나      | 2019            | 10   | 5    |      |
| 아르헨티나      | 2020            | 4    | 1    |      |
| 아르헨티나      | 2021            | 16   | 9    |      |
| 아르헨티나      | 2022            | 14   | 18   | 4    |
| 아르헨티나      | 2023            | 8    | 8    | 1    |
| 아르헨티나      | 2024            | 11   | 6    | 5    |
| 국가대표팀 통산 | 국가대표팀 통산 | 193  | 112  |      |

#### 국가대표 득점 상세 기록
| 골 | 날짜             | 장소                                                                           | 상대                  | 점수  | 결과                      | 대회                                     |
| -- | ---------------- | ------------------------------------------------------------------------------ | --------------------- | ----- | ------------------------- | ---------------------------------------- |
| 1  | 2006년 3월 1일   | 장크트 야콥 파크, 바젤, 스위스                                                 | 크로아티아            | 2 – 2 | 2 – 3                     | 친선 경기                                |
| 2  | 2006년 6월 16일  | 벨틴스 아레나, 겔젠키르헨, 독일                                                | 세르비아 몬테네그로   | 6 – 0 | 6 – 0                     | 2006년 월드컵                            |
| 3  | 2007년 6월 5일   | 캄프 누, 바르셀로나, 스페인                                                    | 알제리                | 2 – 2 | 4 – 3                     | 친선 경기                                |
| 4  | 2007년 6월 5일   | 캄프 누, 바르셀로나, 스페인                                                    | 알제리                | 3 – 2 | 4 – 3                     | 친선 경기                                |
| 5  | 2007년 7월 8일   | 메트로폴리타노 데 풋볼 데 라라 경기장, 바르퀴시메토, 베네수엘라                | 페루                  | 2 – 0 | 4 – 0                     | 2007년 코파 아메리카                     |
| 6  | 2007년 7월 11일  | 폴리데포르티보 카차마이 경기장, 푸에르토 오르다스, 베네수엘라                  | 멕시코                | 2 – 0 | 0 – 3                     | 2007년 코파 아메리카                     |
| 7  | 2007년 10월 16일 | 호세 파첸초 로메로 경기장, 마라카이보, 베네수엘라                              | 베네수엘라            | 2 – 0 | 2 – 0                     | 2010년 월드컵 예선                       |
| 8  | 2007년 11월 20일 | 엘 캄핀 경기장, 보고타, 콜롬비아                                               | 콜롬비아              | 1 – 0 | 1 – 2                     | 2010년 월드컵 예선                       |
| 9  | 2008년 6월 4일   | 퀄컴 경기장, 샌디에이고, 미국                                                  | 멕시코                | 3 – 0 | 4 – 1                     | 친선 경기                                |
| 10 | 2008년 10월 11일 | 엘 모누멘탈, 부에노스 아이레스, 아르헨티나                                     | 우루과이              | 1 – 0 | 2 – 1                     | 2010년 월드컵 예선                       |
| 11 | 2009년 11월 11일 | 스타드 벨로드롬, 마르세유, 프랑스                                              | 프랑스                | 1 – 0 | 2 – 0                     | 친선 경기                                |
| 12 | 2009년 3월 28일  | 엘 모누멘탈, 부에노스 아이레스, 아르헨티나                                     | 베네수엘라            | 1 – 0 | 4 – 0                     | 2010년 월드컵 예선                       |
| 13 | 2009년 11월 14일 | 비센테 칼데론 경기장, 마드리드, 스페인                                         | 스페인                | 1 – 2 | 1 – 2                     | 친선 경기                                |
| 14 | 2010년 9월 8일   | 엘 모누멘탈, 부에노스 아이레스, 아르헨티나                                     | 스페인                | 1 – 0 | 4 – 1                     | 친선 경기 (아르헨티나 독립 200주년 기념) |
| 15 | 2010년 11월 18일 | 칼리파 국제경기장, 도하, 카타르                                                | 브라질                | 1 – 0 | 1 – 0                     | 친선경기                                 |
| 16 | 2011년 2월 16일  | 스타드 드 제네브, 제네바, 스위스                                               | 포르투갈              | 1 – 0 | 2 – 1                     | 친선경기                                 |
| 17 | 2011년 6월 20일  | 엘 모누멘탈, 부에노스아이레스, 아르헨티나                                      | 알바니아              | 2 – 0 | 4 – 0                     | 친선경기                                 |
| 18 | 2011년 10월 8일  | 엘 모누멘탈, 부에노스아이레스, 아르헨티나                                      | 칠레                  | 2 – 0 | 4 – 1                     | 2014년 월드컵 예선                       |
| 19 | 2011년 10월 8일  | 로베르토 메렌데스 스타디움, 바랑키야, 콜롬비아                                 | 콜롬비아              | 1 – 1 | 2 – 1                     | 2014년 월드컵 예선                       |
| 20 | 2012년 3월 1일   | 스타드 드 스위스, 베른, 스위스                                                 | 스위스                | 1 – 0 | 3 – 1                     | 친선경기                                 |
| 21 | 2012년 3월 1일   | 스타드 드 스위스, 베른, 스위스                                                 | 스위스                | 2 – 0 | 3 – 1                     | 친선경기                                 |
| 22 | 2012년 3월 1일   | 스타드 드 스위스, 베른, 스위스                                                 | 스위스                | 3 – 0 | 3 – 1                     | 친선경기                                 |
| 23 | 2012년 6월 2일   | 엘 모누멘탈, 부에노스아이레스, 아르헨티나                                      | 에콰도르              | 3 – 0 | 4 – 0                     | 2014년 월드컵 예선                       |
| 24 | 2012년 6월 9일   | 메트라이프 스타디움, 뉴저지, 미국                                              | 브라질                | 1 – 1 | 4 – 3                     | 친선경기                                 |
| 25 | 2012년 6월 9일   | 메트라이프 스타디움, 뉴저지, 미국                                              | 브라질                | 2 – 1 | 4 – 3                     | 친선경기                                 |
| 26 | 2012년 6월 9일   | 메트라이프 스타디움, 뉴저지, 미국                                              | 브라질                | 4 – 3 | 4 – 3                     | 친선경기                                 |
| 27 | 2012년 8월 15일  | 코메르츠방크 아레나, 프랑크푸르트, 독일                                        | 독일                  | 2 – 0 | 3 – 1                     | 친선경기                                 |
| 28 | 2012년 9월 7일   | 에스타디오 마리오 알베르토 켐페스, 코르도바, 아르헨티나                        | 파라과이              | 3 – 1 | 3 – 1                     | 2014년 월드컵 예선                       |
| 29 | 2012년 10월 12일 | 말비나스 아르헨티나스 경기장, 멘도사, 아르헨티나                               | 우루과이              | 1 – 0 | 3 – 0                     | 2014년 월드컵 예선                       |
| 30 | 2012년 10월 12일 | 말비나스 아르헨티나스 경기장, 멘도사, 아르헨티나                               | 우루과이              | 3 – 0 | 3 – 0                     | 2014년 월드컵 예선                       |
| 31 | 2012년 10월 16일 | 에스타디오 나시오날 데 칠레, 산티아고, 칠레                                    | 칠레                  | 1 – 0 | 2 – 1                     | 2014년 월드컵 예선                       |
| 32 | 2013년 3월 23일  | 엘 모누멘탈, 부에노스아이레스, 아르헨티나                                      | 베네수엘라            | 2 – 0 | 3 – 0                     | 2014년 월드컵 예선                       |
| 33 | 2013년 6월 14일  | 과테말라 시티 국립경기장, 과테말라 시티, 과테말라                              | 과테말라              | 1 – 0 | 4 – 0                     | 친선경기                                 |
| 34 | 2013년 6월 14일  | 과테말라 시티 국립경기장, 과테말라 시티, 과테말라                              | 과테말라              | 3 – 0 | 4 – 0                     | 친선경기                                 |
| 35 | 2013년 6월 14일  | 과테말라 시티 국립경기장, 과테말라 시티, 과테말라                              | 과테말라              | 4 – 0 | 4 – 0                     | 친선경기                                 |
| 36 | 2013년 9월 10일  | 데펜소레스 델 차코 스타디움, 아순시온, 파라과이                                | 파라과이              | 1 – 0 | 5 – 2                     | 2014년 월드컵 예선                       |
| 37 | 2013년 9월 10일  | 데펜소레스 델 차코 스타디움, 아순시온, 파라과이                                | 파라과이              | 3 – 1 | 5 – 2                     | 2014년 월드컵 예선                       |
| 38 | 2014년 6월 7일   | 에스타디오 시우디다드 데 라플라타, 라플라타, 아르헨티나                        | 슬로베니아            | 2 – 0 | 2 – 0                     | 친선경기                                 |
| 39 | 2014년 6월 15일  | 마라카낭, 리우데자네이루, 브라질                                               | 보스니아 헤르체고비나 | 2 – 0 | 2 – 1                     | 2014년 월드컵                            |
| 40 | 2014년 6월 21일  | 미네이랑, 벨루오리존치, 브라질                                                 | 이란                  | 1 – 0 | 1 – 0                     | 2014년 월드컵                            |
| 41 | 2014년 6월 25일  | 이스타지우 베이라히우, 포르투알레그리, 브라질                                  | 나이지리아            | 1 – 0 | 3 – 2                     | 2014년 월드컵                            |
| 42 | 2014년 6월 25일  | 이스타지우 베이라히우, 포르투알레그리, 브라질                                  | 나이지리아            | 2 – 1 | 3 – 2                     | 2014년 월드컵                            |
| 43 | 2014년 10월 14일 | 홍콩 스타디움, 소콘포, 홍콩                                                    | 홍콩                  | 7 – 0 | 7 – 0                     | 친선경기                                 |
| 44 | 2014년 10월 14일 | 홍콩 스타디움, 소콘포, 홍콩                                                    | 홍콩                  | 7 – 0 | 7 – 0                     | 친선경기                                 |
| 45 | 2014년 11월 12일 | 불린 그라운드, 런던, 잉글랜드                                                  | 크로아티아            | 2 – 1 | 2 – 1                     | 친선경기                                 |
| 46 | 2015년 6월 13일  | 에스타디오 라 포르타다, 라세레나, 칠레                                         | 파라과이              | 2 – 0 | 2 – 2                     | 2015년 코파 아메리카                     |
| 47 | 2015년 9월 4일   | BBVA 컴패스 스타디움, 휴스턴, 미국                                             | 볼리비아              | 5 – 0 | 7– 0                      | 친선경기                                 |
| 48 | 2015년 9월 4일   | BBVA 컴패스 스타디움, 휴스턴, 미국                                             | 볼리비아              | 6 – 0 | 7– 0                      | 친선경기                                 |
| 49 | 2015년 9월 8일   | AT&T 스타디움, 알링턴, 미국                                                    | 볼리비아              | 2 – 2 | 2 – 2                     | 친선경기                                 |
| 50 | 2016년 3월 29일  | 에스타디오 마리오 알베르토 켐페스, 코르도바, 아르헨티나                        | 볼리비아              | 2 – 0 | 2 – 0                     | 2018년 월드컵 예선                       |
| 51 | 2016년 6월 10일  | 솔저 필드, 시카고, 미국                                                        | 파나마                | 2 – 0 | 5 – 0                     | 코파 아메리카 센테나리오                 |
| 52 | 2016년 6월 10일  | 솔저 필드, 시카고, 미국                                                        | 파나마                | 3 – 0 | 5 – 0                     | 코파 아메리카 센테나리오                 |
| 53 | 2016년 6월 10일  | 솔저 필드, 시카고, 미국                                                        | 파나마                | 4 – 0 | 5 – 0                     | 코파 아메리카 센테나리오                 |
| 54 | 2016년 6월 18일  | 질레트 스타디움, 폭스버러, 미국                                                | 베네수엘라            | 3 – 0 | 4 – 1                     | 코파 아메리카 센테나리오                 |
| 55 | 2016년 6월 21일  | NRG 스타디움, 휴스턴, 미국                                                     | 미국                  | 2 – 0 | 4 – 0                     | 코파 아메리카 센테나리오                 |
| 56 | 2016년 9월 1일   | 에스타디오 말비나스 아르헨티나스, 멘도사, 아르헨티나                           | 우루과이              | 1 – 0 | 1 – 0                     | 2018년 월드컵 예선                       |
| 57 | 2016년 11월 15일 | 에스타디오 산후안 델 비센테나리오, 산후안, 아르헨티나                          | 콜롬비아              | 1 – 0 | 3 – 0                     | 2018년 월드컵 예선                       |
| 58 | 2017년 3월 23일  | 라 봄보네라, 부에노스아이레스, 아르헨티나                                      | 칠레                  | 1 – 0 | 1 – 0                     | 2018년 월드컵 예선                       |
| 59 | 2017년 10월 10일 | 에스타디오 올림피코 아타우알파, 키토, 에콰도르                                 | 에콰도르              | 1 – 1 | 3 – 1                     | 2018년 월드컵 예선                       |
| 60 | 2017년 10월 10일 | 에스타디오 올림피코 아타우알파, 키토, 에콰도르                                 | 에콰도르              | 2 – 1 | 3 – 1                     | 2018년 월드컵 예선                       |
| 61 | 2017년 10월 10일 | 에스타디오 올림피코 아타우알파, 키토, 에콰도르                                 | 에콰도르              | 3 – 1 | 3 – 1                     | 2018년 월드컵 예선                       |
| 62 | 2018년 5월 29일  | 라 봄보네라, 부에노스아이레스, 아르헨티나                                      | 아이티                | 1 - 0 | 4 - 0                     | 친선경기                                 |
| 63 | 2018년 5월 29일  | 라 봄보네라, 부에노스아이레스, 아르헨티나                                      | 아이티                | 2 - 0 | 4 - 0                     | 친선경기                                 |
| 64 | 2018년 5월 29일  | 라 봄보네라, 부에노스아이레스, 아르헨티나                                      | 아이티                | 3 - 0 | 4 - 0                     | 친선경기                                 |
| 65 | 2018년 6월 26일  | 크레스톱스키 경기장, 상트페테르부르크, 러시아                                  | 나이지리아            | 1 - 0 | 2 - 1                     | 2018년 FIFA 월드컵                       |
| 66 | 2019년 6월 7일   | 에스타디오 산 후안 델 비센테나리오, 산후안, 아르헨티나                         | 니카라과              | 1 - 0 | 5 - 1                     | 친선경기                                 |
| 67 | 2019년 6월 7일   | 에스타디오 산 후안 델 비센테나리오, 산후안, 아르헨티나                         | 니카라과              | 2 - 0 | 5 - 1                     | 친선경기                                 |
| 68 | 2019년 6월 19일  | 이스타지우 미네이랑, 벨루오리존치, 브라질                                      | 파라과이              | 1 - 1 | 1 - 1                     | 2019년 코파 아메리카                     |
| 69 | 2019년 11월 15일 | 사우드 국왕 대학교 경기장, 리야드, 사우디아라비아                              | 브라질                | 1 - 0 | 1 - 0                     | 2019 수페르클라시코 데 라스 아메리카스   |
| 70 | 2019년 11월 18일 | 블룸필드 스타디움, 텔아비브, 이스라엘                                          | 우루과이              | 2 - 2 | 2 - 2                     | 친선경기                                 |
| 71 | 2020년 10월 8일  | 라 봄보네라, 부에노스아이레스, 아르헨티나                                      | 에콰도르              | 1 - 0 | 1 - 0                     | 2022년 FIFA 월드컵 남미 지역 예선        |
| 72 | 2021년 6월 3일   | 에스타디오 우니코 마드레 데 시우다데스, 산티아고데칠레, 칠레                   | 칠레                  | 1 - 0 | 1 - 1                     | 2022년 FIFA 월드컵 남미 지역 예선        |
| 73 | 2021년 6월 14일  | 이스타지우 올림피쿠 니우통 산투스, 리우데자네이루, 브라질                      | 칠레                  | 1 - 0 | 1 - 1                     | 2021년 코파 아메리카                     |
| 74 | 2021년 6월 28일  | 아레나 판타나우, 쿠이아바, 브라질                                              | 볼리비아              | 2 - 0 | 4 - 1                     | 2021년 코파 아메리카                     |
| 75 | 2021년 6월 28일  | 아레나 판타나우, 쿠이아바, 브라질                                              | 볼리비아              | 3 - 0 | 4 - 1                     | 2021년 코파 아메리카                     |
| 76 | 2021년 7월 3일   | 이스타지우 올림피쿠 페드루 루도비쿠, 고이아니아, 브라질                        | 에콰도르              | 3 - 0 | 3 - 0                     | 2021년 코파 아메리카                     |
| 77 | 2021년 9월 9일   | 에스타디오 모누멘탈 안토니오 베스푸시오 리베르티, 부에노스아이레스, 아르헨티나 | 볼리비아              | 1 - 0 | 3 - 0                     | 2022년 FIFA 월드컵 남미 지역 예선        |
| 78 | 2021년 9월 9일   | 에스타디오 모누멘탈 안토니오 베스푸시오 리베르티, 부에노스아이레스, 아르헨티나 | 볼리비아              | 2 - 0 | 3 - 0                     | 2022년 FIFA 월드컵 남미 지역 예선        |
| 79 | 2021년 9월 9일   | 에스타디오 모누멘탈 안토니오 베스푸시오 리베르티, 부에노스아이레스, 아르헨티나 | 볼리비아              | 3 - 0 | 3 - 0                     | 2022년 FIFA 월드컵 남미 지역 예선        |
| 80 | 2021년 10월 10일 | 에스타디오 모누멘탈 안토니오 베스푸시오 리베르티, 부에노스아이레스, 아르헨티나 | 우루과이              | 1 - 0 | 3 - 0                     | 2022년 FIFA 월드컵 남미 지역 예선        |
| 81 | 2022년 3월 25일  | 라 봄보네라, 부에노스아이레스, 아르헨티나                                      | 베네수엘라            | 3 - 0 | 3 - 0                     | 2022년 FIFA 월드컵 남미 지역 예선        |
| 82 | 2022년 6월 5일   | 에스타디오 엘 사다르, 팜플로나, 스페인                                         | 에스토니아            | 1 - 0 | 5 - 0                     | 친선경기                                 |
| 83 | 2022년 6월 5일   | 에스타디오 엘 사다르, 팜플로나, 스페인                                         | 에스토니아            | 2 - 0 | 5 - 0                     | 친선경기                                 |
| 84 | 2022년 6월 5일   | 에스타디오 엘 사다르, 팜플로나, 스페인                                         | 에스토니아            | 3 - 0 | 5 - 0                     | 친선경기                                 |
| 85 | 2022년 6월 5일   | 에스타디오 엘 사다르, 팜플로나, 스페인                                         | 에스토니아            | 4 - 0 | 5 - 0                     | 친선경기                                 |
| 86 | 2022년 6월 5일   | 에스타디오 엘 사다르, 팜플로나, 스페인                                         | 에스토니아            | 5 - 0 | 5 - 0                     | 친선경기                                 |
| 87 | 2022년 9월 23일  | 하드록 스타디움, 마이애미 가든스, 미국                                         | 온두라스              | 2 - 0 | 3 - 0                     | 친선경기                                 |
| 88 | 2022년 9월 23일  | 하드록 스타디움, 마이애미 가든스, 미국                                         | 온두라스              | 3 - 0 | 3 - 0                     | 친선경기                                 |
| 89 | 2022년 9월 27일  | 레드불 아레나, 해리슨, 미국                                                    | 자메이카              | 2 - 0 | 3 - 0                     | 친선경기                                 |
| 90 | 2022년 9월 27일  | 레드불 아레나, 해리슨, 미국                                                    | 자메이카              | 3 - 0 | 3 - 0                     | 친선경기                                 |
| 91 | 2022년 11월 16일 | 모하메드 빈 자예드 스타디움, 아부다비, 아랍에미레이트                          | 아랍에미리트          | 4 - 0 | 5 - 0                     | 친선경기                                 |
| 92 | 2022년 11월 22일 | 루사일 아이코닉 스타디움, 루사일, 카타르                                       | 사우디아라비아        | 1 - 0 | 1 - 2                     | 2022년 FIFA 월드컵                       |
| 93 | 2022년 11월 26일 | 루사일 아이코닉 스타디움, 루사일, 카타르                                       | 멕시코                | 1 - 0 | 2 - 0                     | 2022년 FIFA 월드컵                       |
| 94 | 2022년 12월 3일  | 아흐마드 빈 알리 스타디움, 알라얀, 카타르                                      | 오스트레일리아        | 1 - 0 | 2 - 1                     | 2022년 FIFA 월드컵                       |
| 95 | 2022년 12월 9일  | 루사일 아이코닉 스타디움, 루사일, 카타르                                       | 네덜란드              | 2 - 0 | 2(연장전)2 (4 승부차기 3) | 2022년 FIFA 월드컵                       |
| 96 | 2022년 12월 13일 | 루사일 아이코닉 스타디움, 루사일, 카타르                                       | 크로아티아            | 1 -   | 3 - 0                     | 2022년 FIFA 월드컵                       |
| 97 | 2022년 12월 18일 | 루사일 아이코닉 스타디움, 루사일, 카타르                                       | 프랑스                | 1 - 0 | 3(연장전)3 (4 승부차기 2) | 2022년 FIFA 월드컵                       |
| 98 | 2022년 12월 18일 | 루사일 아이코닉 스타디움, 루사일, 카타르                                       | 프랑스                | 3 - 2 | 3(연장전)3 (4 승부차기 2) | 2022년 FIFA 월드컵                       |

180경기 106골

### 개인 기록

#### 아르헨티나 국가대표팀 기록
- 통산 최다 득점: 98골
- 남미 득점 1위[30]
- 친선 경기 최다: 44골
- 통산 최다 도움: 47도움
- 통산 최다 출전: 172회
- 통산 해트트릭: 6회
- 한 해 최다 득점: 12골[31]
- FIFA 월드컵 남미 지역 예선 통산 최다 득점 : 28골
- FIFA 월드컵 지역 예선 한 대회 최다 득점 2위: 10골(2014 월드컵 남미 예선)[32]
- FIFA 월드컵 최연소 출전 및 득점: 만 18세 357일(2006 FIFA 월드컵 독일 세르비아/몬테네그로 전)
- 2014 FIFA 월드컵 최다 MOM: 4회
- 최다 드리블 성공: 46회
- 최다 찬스 메이킹: 23개
- 경기당 드리블 성공 1위: 6.6회
- 경기당 찬스 메이킹 1위: 3.3개
- 코파 아메리카 통산 최다 도움: 17개
- 코파 아메리카 통산 최다 MOM: 14회
- 2011 코파 아메리카 최다 도움: 3도움
- 2015 코파 아메리카 최다 MOM: 4회
- 최다 도움: 3도움
- 최다 드리블 성공: 43회
- 최다 찬스 메이킹: 14개
- 경기당 드리블 성공 1위: 7.1회
- 경기당 찬스 메이킹 1위: 2.3개
- 2016 코파 아메리카 센테나리오 최다 MOM: 3회
- 최다 득점 2위: 5골
- 최다 도움: 4도움
- 최다 공격포인트: 9개(5골 4도움)
- 최다 드리블 성공: 18회
- 최다 찬스 메이킹: 21개
- 2021 코파 아메리카 최다 MOM: 4회
- 최다 득점: 4골(최다 프리킥 득점, 2골)
- 최다 도움: 5도움
- 최다 공격포인트: 9개(4골 5도움)
- 최다 드리블 성공 2위: 34회[33]
- 최다 찬스 메이킹: 21개[34]
- 2022 FIFA 월드컵 최다 MOM: 5회

- U-20 대표팀 국가대항전 최다 득점: 11골[35]

#### FC 바르셀로나 기록
- 최다 우승: 35회
- 최다 승: 538회
- 최다 출전: 778회
- 리그 최다: 520회
- 챔스 최다 2위: 149회[36]
- 최다 득점: 672골
- 라리가 최다: 474골
- UEFA 챔피언스 리그 최다: 120골[37]
- 코파 델 레이 최다: 56골
- 수페르코파 데 에스파냐 최다: 14골
- 클럽 월드컵 최다: 5골
- UEFA 슈퍼컵 최다: 3골
- 엘 클라시코 통산 최다 득점: 26골
- 바르셀로나 더비 통산 최다 득점: 23골
- 통산 해트트릭: 48회

#### 스페인 라리가 기록
- 통산 최다 득점: 474골
- 통산 최다 도움: 192도움[38]
- 통산 최다 우승: 35회
- 리그 최다 우승 2위: 10회[39]
- 통산 최다 승: 377승
- 통산 최다 최우수 선수: 10회
- 통산 최다 득점왕: 8회
- 통산 최다 도움왕: 6회
- 한 시즌 최다 득점: 50골(2011-12)
- 한 시즌 최다 도움: 21도움(2019-20)
- 한 시즌 최다 공격 포인트: 65포인트(50골 15도움, 2011-12)
- 한 시즌 최고 득점률: 경기당 1.44골(32경기 46골, 2012-13)
- 한 시즌 최다 해트트릭: 8회(2011-12)[40]
- 한 시즌 전반기 전 경기 득점: 30골(2012-13)
- 한 시즌 최장 경기 연속 득점: 21경기 33골(2012-13)
- 한 시즌 최장 원정 경기 연속 득점: 13경기 20골(2012-13)
- 한 시즌 최다 경기 득점: 27경기(2012-13)[41]
- 한 시즌 최다 홈 득점: 35골(2011-12)
- 한 시즌 최다 홈 득점 경기: 16경기(2011-12)
- 한 시즌 최다 원정 득점: 24골(2012-13)
- 한 시즌 최다 원정 득점 경기: 15경기(2012-13)
- 한 시즌 최다 상대팀 상대 득점: 19팀(2012-13)[42]
- 한 시즌 최다 프리킥 득점: 6골(2018-19)[43]
- 역대 최다 프리킥 득점: 39골
- 역대 최다 상대팀 상대 득점: 37팀[44]
- 역대 특정팀 상대 최다 득점: 29골(vs 세비야 FC)
- 역대 최다 해트트릭: 36회
- 역대 최다 드리블 성공
- 역대 최다 한 시즌 득점왕, 도움왕 동시 석권: 3회(17-18, 18-19, 19-20)
- 역대 최초 3연속 한 시즌 득점왕, 도움왕 동시 석권[45]
- 역대 최초 5연속 시즌 득점왕[46]
- 역대 최초 400골 달성(총 15시즌 만)
- 역대 최초 150도움 기록(총 15시즌 만)
- 역대 최초 20-20(득점-도움) 달성(2019-20)
- 역대 최단 기간 교체 득점: 136초(vs 레알 베티스)
- 리그 전 구장 득점자(2019.12.02 기준)
- 리그 유일 13시즌 연속 20골 이상 달성[47]
- 리그 유일 12시즌 연속 25골 이상 달성
- 최연소 200골: 만 25세
- 최초 7시즌 연속 30골 이상 달성
- 최초 10시즌 연속 20골 이상 달성
- 최초 10시즌 연속 25골 이상 달성
- 최초 10시즌 연속 30골 이상 달성
- 최초 11시즌 연속 20골 이상 달성
- 최초 11시즌 연속 30골 이상 달성
- 최초 15시즌 연속 10골 이상 달성
- 최초 15시즌 연속 15골 이상 달성
- 최초 16시즌 연속 득점[48]
- 17시즌 연속 득점[49]
- 스페인 최초 트레블 달성(2008-09)
- 코파 델 레이 통산 득점 2위: 56골[50]
- 수페르코파 데 에스파냐 통산 최다 득점: 14골

#### 유럽 기록
- 단일 선수 역대 최다 득점
- 단일 클럽 역대 최다 득점: 644골(2020.12.23 기준)
- 단일 리그 역대 최다 득점
- 5대 리그 역대 최다 득점: 451골(2020.12.23 기준)
- 5대 리그 역대 최다 득점왕: 8회
- 현역 선수 역대 최다 도움
- 단일 선수 역대 최다 도움
- 단일 리그 역대 최다 도움: 164도움(2019.09.25 기준)
- 단일 리그 역대 최다 도움왕: 6회
- 단일 선수 역대 최다 리그 최우수 선수상 수상: 10회
- 한 시즌 20-20(득점-도움) 달성[51]
- 한 시즌 클럽 최다 득점: 73골
- 한 해 클럽 최다 득점: 79골
- UEFA 챔피언스 리그 단일 클럽 최다 득점
- UEFA 챔피언스 리그 유일 17시즌 연속 득점(2005~2021)
- UEFA 챔피언스 리그 한 경기 최다 득점: 5골(2011-12)[52][53]
- UEFA 챔피언스 리그 조별 리그 최다 득점: 71골
- UEFA 챔피언스 리그 16강 최다 득점: 26골
- UEFA 챔피언스 리그 프리미어 리그 클럽 상대 최다 득점: 26골
- UEFA 챔피언스 리그 최소 경기 100골 달성(123경기)
- UEFA 챔피언스 리그 최다 상대팀 상대 득점: 36팀
- UEFA 챔피언스 리그 최다 해트트릭: 8회
- UEFA 챔피언스 리그 최다 드리블 성공
- UEFA 챔피언스 리그 최연소 100경기 출전: 만 28세 84일[54]
- 유러피언 골든슈 최다 수상: 6회 (2009-10, 11-13, 16-19)[55]
- 유러피언 골든슈 최다 연속 수상: 3연속(2016-19)
- 유러피언 골든슈 단일 시즌 최다 득점: 50골(2011-12)
- 유러피언 골든슈 단일 시즌 최고 포인트: 100 포인트(2011-12)
- 유러피언 골든슈 유일한 세 자리 수 포인트 수상자
- 최초 유럽 단일 리그 400골 달성
- 최초 7시즌 40골 15도움 이상 달성
- 최초 12시즌 연속 25골 이상 달성
- UEFA 슈퍼컵 최다 득점: 3골
- UEFA 슈퍼컵 최다 프리킥 득점: 2골

#### 세계 기록
- 발롱도르 최다 수상: 8회(2009, 2010, 2011, 2012, 2015, 2019, 2021, 2023)[56]
- 발롱도르 최다 연속 수상: 4연속(2009 ~ 2012년)[57]
- 발롱도르 최연소 2회, 3회, 4회, 5회, 6회 수상자 : 각각 만 23세, 24세, 25세, 28세, 32세.[58]
- 발롱도르 최다 포디움: 13회(2007 ~ 2017, 2019, 2021)[59]
- 발롱도르 최다 연속 포디움: 11회(2007~2017)
- FIFA 올해의 선수 최다 수상: 6회
- FIFA FIFPro 월드 XI 최다 선정: 14회[60]
- FIFA FIFPro 월드 XI 최다 연속 선정: 14회[61]
- FIFA 월드컵 유일 10대, 20대, 30대 연령대 득점자
- FIFA 월드컵 통산 최다 드리블 성공: 110회
- 최초 동일 팀 2회 트레블 선수: FC 바르셀로나(08-09, 14-15)[62]
- 단일 클럽 통산 최다 득점: 658골(2021.02.27 기준)[63]
- 단일 선수 통산 최다 우승 2위: 35회[64]
- 단일 선수 통산 최다 리그 최우수 선수상 수상: 10회
- 단일 선수 통산 최다 리그 도움왕: 6회
- 단일 선수 통산 최다 국가대표 메이저 대회 MVP 수상: 3회[65]
- 단일 선수 통산 최다 국가대표 메이저 대회 공격포인트: 18개[66]
- 단일 선수 통산 최초 국가대표 메이저 대회 MVP, 득점왕, 도움왕 동시 석권(코파 아메리카/2021년)
- 한 해 최다 득점 : 91골(2012년)[67]
- 한 해 국제 대회 최다 득점 2위: 25골(2012년)[68]
- 한 시즌 최다 득점: 73골(2011-12)
- 2시즌 최다 득점: 133골(2011-13)
- 3시즌 최다 득점: 186골(2010-13)
- 4시즌 최다 득점: 233골(2009-13)
- 5시즌 최다 득점: 285골(2010-15)
- 6시즌 최다 득점: 332골(2009-15)
- 7시즌 최다 득점: 380골(2010-17)
- 8시즌 최다 득점: 427골(2009-17)
- 9시즌 최다 득점: 465골(2008-17)
- 10시즌 최다 득점: 512골(2008-18)
- 11시즌 최다 득점: 528골(2007-18)
- 12시즌 최다 득점: 545골(2006-18)
- 2009년 최다 공격포인트 기록: 56개
- 2010년 최다 공격포인트 기록: 76개
- 2011년 최다 공격포인트 기록: 95개
- 2012년 최다 공격포인트 기록: 113개
- 2014년 최다 공격포인트 기록: 81개
- 2015년 최다 공격포인트 기록: 78개
- 2016년 최다 공격포인트 기록: 91개
- 2017년 최다 공격포인트 기록: 71개
- 2018년 최다 공격포인트 기록: 77개
- 최초 8시즌 연속 50골 이상 득점
- 최초 9시즌 연속 40골 이상 득점
- 최초 10시즌 연속 40골 이상 득점
- 최초 10시즌 연속 40골 15도움
- 최초 11시즌 연속 35골 이상 득점
- 최초 13시즌 연속 30골 이상 득점
- 최초 300도움 달성
- 최초 통산 공격포인트 1000개 달성
- 최초 단일 리그 3시즌 연속 득점왕, 도움왕 동시 석권
- IFFHS 유일한 3개 부문 수상자
- IFFHS 세계 최우수 플레이메이커 최다 수상: 4회(2015, 2016, 2017, 2019)[69]
- FIFA 클럽 월드컵 골든볼 최다 수상: 2회(2009, 2011,)

## 수상 내역

### 구단
FC 바르셀로나 (2004~2021)
- 라리가 : 2004-05, 2005-06, 2008-09, 2009-10, 2010-11, 2012-13, 2014-15, 2015-16, 2017-18, 2018-19
- 코파 델 레이 :  2008-09, 2011-12, 2014-15, 2015-16, 2016-17, 2017-18, 2020-21
- 수페르코파 데 에스파냐 : 2005, 2006, 2009, 2010, 2011, 2013, 2016, 2018
- UEFA 챔피언스리그 : 2005-06, 2008-09, 2010-11, 2014-15
- UEFA 슈퍼컵 : 2009, 2011, 2015
- FIFA 클럽 월드컵 : 2009, 2011, 2015

파리 생제르맹 FC (2021~2023)
- 리그 1: 2021-22, 2022-23
- 트로페 데 샹피옹: 2022

인터 마이애미 CF (2023~ )
- 리그스 컵: 2023

아르헨티나 축구 국가대표팀 (2005~ )
- FIFA 월드컵: 2022
- 코파 아메리카: 2021, 2024
- CONMEBOL-UEFA 컵 오브 챔피언스: 2022
- 하계 올림픽 금메달: 2008
- FIFA 세계 청소년 축구 선수권 대회: 2005

### 개인
- FIFA 올해의 선수(2010년에 FIFA 발롱도르로 통합, 2016년에 재분리): 1위 (2009, 2019, 2022), 2위 (2007, 2008, 2016,2017)
- 발롱도르(2010년에 FIFA 발롱도르로 통합, 2016년에 재분리): 1위(2009, 2019, 2021, 2023), 2위(2008, 2016,2017), 3위(2007)
- FIFA 발롱도르(2010년부터 2015년까지): 1위(2010, 2011, 2012, 2015), 2위(2013, 2014)
- FIFA 월드컵 아디다스 골든볼: 2014
- UEFA 올해의 선수: 2010-11, 2014-15
- UEFA 올해의 클럽 축구 선수(2010년을 끝으로 UEFA 올해의 선수로 대신함): 2008-09
- UEFA 올해의 팀: 2008, 2009, 2010, 2011, 2012, 2014, 2015, 2016, 2017, 2018, 2019
- 유러피언 골든슈: 2009-10, 2011-12, 2012-13, 2016-17, 2017-18, 2018-19
- 스페인 프리메라리가 최우수 선수: 2008-09, 2009-10, 2010-11, 2011-12, 2012-13, 2014-15, 2016-17
- 스페인 프리메라리가 최우수 공격수: 2008-09, 2009-10, 2010-11, 2011-12, 2012-13, 2014-15, 2015-16
- FIFA/FIFAPro 월드 베스트 일레븐: 2007, 2008, 2009, 2010, 2011, 2012, 2013, 2014, 2015, 2016, 2017,2018
- FIFAPro 올해의 스페셜 영 플레이어: 2006, 2007, 2008
- U-21 올해의 유럽 축구선수상: 2007
- 코파 아메리카 올해의 영 플레이어: 2007
- 아르헨티나 올해의 축구 선수: 2005, 2006, 2007, 2008, 2009, 2010, 2011, 2012, 2013, 2015, 2016, 2017, 2019
- 월드사커 올해의 선수: 2009, 2011, 2012, 2015
- 월드사커지 올해의 영 플레이어: 2006, 2007, 2008
- 프레미오 돈 발론(라리가 최우수 외국인 선수, 2010년을 끝으로 폐지): 2006-07, 2008-09, 2009-10
- EFE 상 (라리가 최우수 남미 선수): 2006-07, 2008-09, 2009-10, 2010-11, 2011-12
- 옹즈도르: 2009, 2011, 2012
- FIFA 클럽 월드컵 최우수 선수: 2009, 2011
- 도요타 상: 2009
- FIFA 클럽 월드컵 득점왕: 2011
- 디 스테파노 상: 2008-09, 2009-10, 2010-11, 2014-15, 2016-17
- 프리메라리가 득점왕(피치치): 2009-10, 2011-12, 2012-13, 2016-17, 2017-18, 2018-19, 2019-20
- 프리메라리가 도움왕: 2010-11, 2014-15, 2015-16, 2017-18, 2018-19
- 코파 델 레이 득점왕: 2008-09, 2010-11, 2013-14, 2015-16, 2016-17,
- UEFA 챔피언스리그 득점왕: 2008-09, 2009-10, 2010-11, 2011-12, 2014-15, 2018-19
- UEFA 챔피언스리그 도움왕: 2010-11 2014-15
- 프리메라리가 최단기간 최다 득점왕: 435경기 400골 달성(유럽 5대 단일리그 최초, 2위 게르트 뮐러 365골)
- 단일 클럽 통산 최다 득점: 661골 (종전 기록 펠레 643골, 산투스 FC)
- FC 바르셀로나 역대 최다 출장: 767경기 (2021.03.16 달성, 차비 에르난데스와 타이)

## 개인사
메시는 1987년 6월 24일 아르헨티나 산타페주 로사리오에서 태어났다. 그의 아버지 호르헤 오라시오 메시는 철강 노동자였고 그의 어머니 셀리아 마리아 쿠치티니는 파트 타이머로 일하는 청소부였다. 그의 친가는 이탈리아 안코나 출신이며, 그의 증조부 안젤로 메시는 1883년에 아르헨티나로 이주해왔다. 그는 두 형 로드리고, 마티아스와 여동생 마리아 솔이 있다. 메시의 애칭은 레오(LEO)이다.
9살 때 만난 고향 소꿉친구이자 첫사랑인 안토넬라 로쿠소(스페인어: Antonella Roccuzzo)와 2017년 6월 30일 결혼했으며, 자식으론 장남 티아고, 차남 마테오 삼남 치로를 두고 있다. 셋 모두 축구 실력이 상당히 좋은 편이며 특히 차남 마테오가 제일 좋은데 마테오는 2024년 4월에 인터 마이애미 U-9 소속 선수로서 FC 바르셀로나 U-9와의 친선 경기에 출전해 혼자 5골을 넣어 마치 자신과 같은 나이 시절의 자기 아버지를 연상케 했다. 특히 마테오 메시는 자기 아버지와 완벽하게 동일한 스타일의 축구를 하면서도 주발만 오른발이다.
2016년 11월 29일, 브라질 축구 팀인 샤페코엔시가 비행기 추락 사고를 당하여 76명의 선수가 목숨을 잃자, 페이스북 계정에 “사고를 당한 선수들의 가족과 친구들, 서포터스, 구단 관계자들에게 깊은 위로의 말을 전한다”며 추모했다.
또한 66억원을 기부한 것으로 알려졌다.

## 같이 보기
- A매치 100경기 이상 출전한 축구 선수 명단